# 保罗·罗伯逊
保罗·勒鲁瓦·罗伯逊（英語：Paul Leroy Robeson，1898年4月9日—1976年1月23日）是美国歌手、橄榄球运动员、演员及社会运动家，因其在政治激进主义及在美国民权运动中的活动而出名。
罗伯逊于1915年获得新泽西州新不伦瑞克市罗格斯学院的学术奖学金，成为该校唯一的非裔美国学生。在罗格斯学院期间，他两次被入选全美大学生橄榄球队最佳阵容，并被选为毕业生代表。此后，他在哥伦比亚大学法学院获得法学学士学位，期间效力于國家美式橄欖球聯盟。毕业后，他成为哈莱姆文艺复兴运动的代表人物，并参演了尤金·奥尼尔执导的《琼斯皇帝》和《上帝的孩子都有翅膀》。
1922年，罗伯逊在英国出演了巡回演出的情节剧《巫毒》，1925年又出演了《琼斯皇帝》。1928年，他在伦敦首演的《演艺船》中大获成功。罗伯逊与妻子埃斯兰达曾在伦敦生活数年，继续确立自己作为音乐会艺术家的地位，并主演了伦敦版的《奥赛罗》，是他职业生涯中该剧三次演出中的第一部。他还因出演《河上的桑德斯》和电影《演艺船》（1936年）而受到关注。罗伯逊的政治活动始于他参与英国失业工人和反帝国主义学生的活动，并延续到他在西班牙内战期间对共和派的支持以及他进入非洲事务委员会参加工作。
1939年回到美国后，罗伯逊在二战期间支持美国和盟军的战争。然而，他支持民权运动和苏联政策的历史引起了联邦调查局的审查。战争结束后，非洲事务委员会被列入美国司法部长的颠覆性组织名单。罗伯逊在麦卡锡时代也受到调查。由于他拒绝放弃公开倡导的政治信仰，美国国务院吊销了他的护照，他的收入也大幅下降。1950年至1955年，他搬到哈莱姆区，出版了一份名为《自由》的期刊，批评美国的政策。最终，由于1958年美国最高法院对“肯特诉杜勒斯案”的判决，罗伯逊的旅行权利得以恢复。
1925年至1961年间，罗伯逊发行了约276首歌曲的录音。其中第一首是1925年的灵歌《Steal Away》，以《Were You There》为伴奏。罗伯逊的录音曲目涵盖多种风格，包括美国民谣、流行标准、古典音乐、欧洲民歌、政治歌曲、诗歌和戏剧朗诵片段。

## 早年经历

### 1898年—1915年：童年

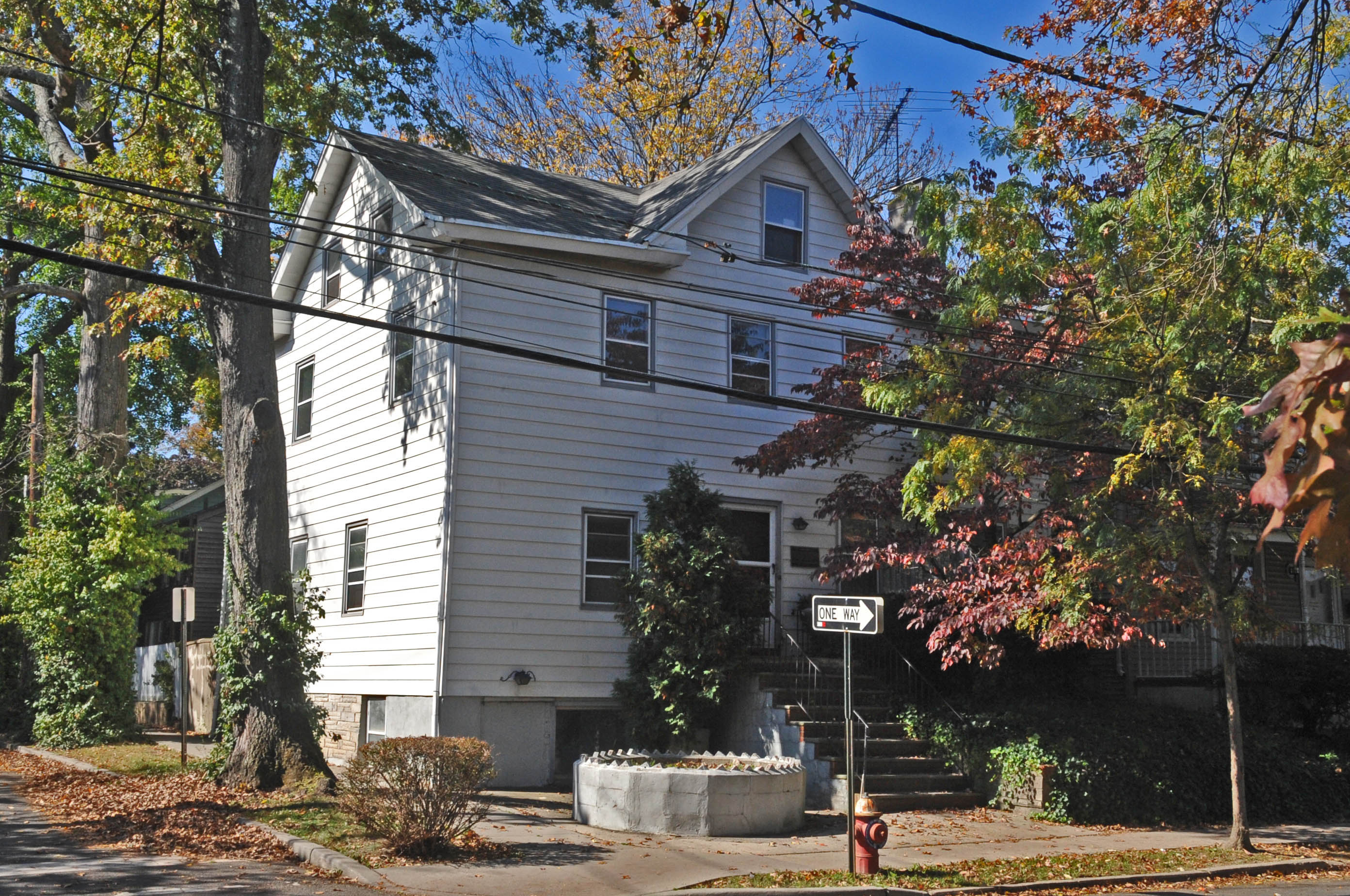
位于新泽西州普林斯顿的罗伯逊出生地

罗伯逊于1898年出生于新泽西州普林斯顿，父亲是伊博族人，生来为奴的威廉·德鲁·罗伯逊牧师，母亲是贵格会混血家庭巴斯蒂尔家族的成员玛丽亚·路易莎·巴斯蒂尔。父亲威廉十几岁时从种植园逃脱，并最终于1881年成为普林斯顿威瑟斯彭街长老会教堂的牧师。罗伯逊有三个哥哥：1881年出生的小威廉·德鲁、1887年出生的里夫和1893年出生的本；还有一个1895年出生的姐姐玛丽安。
1900年，威廉与威瑟斯彭教会的白人财政支持者之间发生明显的种族主义分歧，这种分歧在普林斯顿普遍发生。威廉得到了其全黑人教众的支持，于1901年辞职并失去职位，迫使他从事卑微的工作。三年后，也就是罗伯逊六岁时，他几乎失明的母亲在一场房屋火灾中丧生。最终，威廉无力为自己和仍住在家里的孩子本和保罗提供房子，于是他们搬到了新泽西州韦斯特菲尔德一家商店的阁楼里。
1910年，威廉在圣托马斯非洲卫理公会锡安分会找到一间马厩牧师住宅，当父亲被叫去布道时，罗伯逊代替父亲的位置布道。1912年，罗伯逊开始就读新泽西州的萨默维尔高中，在读期间曾出演《凯撒大帝》和《奥赛罗》并在合唱团演唱，还在橄榄球、篮球、棒球和田径方面表现出色。他在运动方面的优势引发了种族歧视的嘲讽，但他置之不理。罗伯逊在毕业前拿下全州学术竞赛的冠军，获得了罗格斯学院的奖学金，并被任命为班级毕业生代表。之后在罗德岛纳拉甘西特码头找了一份暑期工从事服务员的工作，还与后来成为NFL第一位非裔美国人教练弗里茨·波拉德结识。

### 1915年—1919年：罗格斯学院

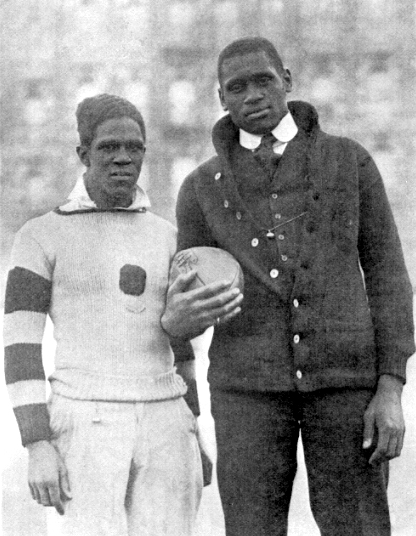
弗里茨·波拉德（左）与罗伯逊在1918年3月《危机 (杂志)》杂志上的一张照片

1915年末，罗伯逊成为罗格斯学院有史以来第三位、也是当时唯一一位非裔美国学生。期间他参加了罗格斯学院红衣骑士橄榄球队的选拔赛。由于队友们竞争激烈，导致他的鼻子被打断，肩膀脱臼，而他入选球队的决心也受到了考验。教练福斯特·桑福德认为他已经克服了挑衅，并宣布他成功入选球队。
罗伯逊还加入了辩论队，并在校外唱歌赚钱，亦在校内非正式加入合唱团，而加入该俱乐部的条件为需要参加全白人联谊会。他还加入了其他大学运动队。大二时，即罗格斯学院150周年校庆期间，由于红衣骑士队派出罗伯逊的缘故，南方的华盛顿与李大学橄榄球队拒绝上场，于是他被安排在板凳席上。
在大学三年级的足球比赛中表现出色后，他在《危机》杂志因其运动、学术和歌唱天赋而受到认可。此时他的父亲病重。罗伯逊独自承担了照顾自己的责任，往返于罗格斯大学和萨默维尔高中之间。而罗伯逊自称为“童年时代的荣耀”的父亲不久后去世。在罗格斯学院，罗伯逊详细阐述了非裔美国人在第一次世界大战中为保卫美国而战，但在美国却没有与白人同等机会的不协调性。

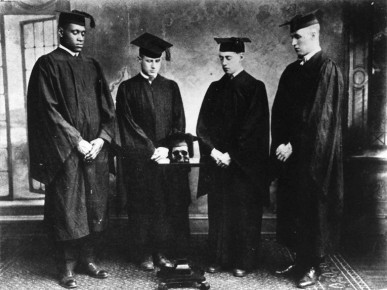
罗伯逊（最左侧）是罗格斯学院1919届的学生，也是被“美国队长与骷髅会”荣誉协会录取的四名学生之一。

大学毕业时，罗伯逊四次获得年度演讲冠军，并在多项运动中获得校队荣誉勋章。罗伯逊在橄榄球比赛中担任边锋，令他在大三和大四时皆入选了全美第一阵容。沃尔特·坎普认为他是有史以来最伟大的边锋。在学业上，罗伯逊被美国大学优等生荣誉学会与美国队长与骷髅会录取。他获得了同学们的认可，并被选举为毕业生代表。在《每日塔格姆报》上还发表了一首介绍他成就的诗歌。在他的告别演讲中，他勉励同学们为所有美国人的平等而努力。罗伯逊在罗格斯学院就读期间还以歌唱而闻名，其声音深沉浑厚，一些人认为是音域较高的男低音，另一些人则认为是音域较低的男中音。在他的整个职业生涯中，罗伯逊一直被归类为男中音。

### 1919年—1923年：哥伦比亚大学法学院与婚姻
1919年秋天，罗伯逊进入纽约大学法学院学习。为了养活自己，他成为林肯大学的一名橄榄球助理教练，并加入阿尔法兄弟会。然而，罗伯逊觉得在纽约大学学习不自在，于是搬到哈莱姆区居住，并于1920年2月转学到哥伦比亚大学法学院就读。罗伯逊已经以歌唱在黑人社区闻名，他被选中在哈莱姆基督教女青年会的落成典礼上表演。
就读哥伦比亚大学期间，罗伯逊开始与埃斯兰达·“埃西”·古德约会。在她的劝说下，他在里奇利·托伦斯的戏剧《古利奈人西門》中饰演西蒙，成为他的戏剧处女作。经过一年的恋爱，二人于1921年8月结婚。
罗伯逊被弗里茨·波拉德招募为NFL的亞爾康普羅斯队效力，在打球同时他仍继续学习法律。1922年春，罗伯逊推迟了学业，在玛丽·霍伊特·维伯格的戏剧《禁忌》中饰演吉姆。随后，他在外百老汇制作的《Shuffle Along》合唱团中演唱，之后加入英国的《禁忌》剧团。该剧由帕特里克·坎贝尔夫人改编，以突出他的演唱特色。剧终后，他与受过古典音乐训练的劳伦斯·本杰明·布朗成为朋友，之后回到哥伦比亚大学，为NFL的密尔沃基獾队效力。1922赛季后，他结束了自己的橄榄球体育生涯，并于1923年毕业于哥伦比亚大学法学院。

## 戏剧上的成功与意识形态的转变

### 1923年—1927年：哈莱姆文艺复兴

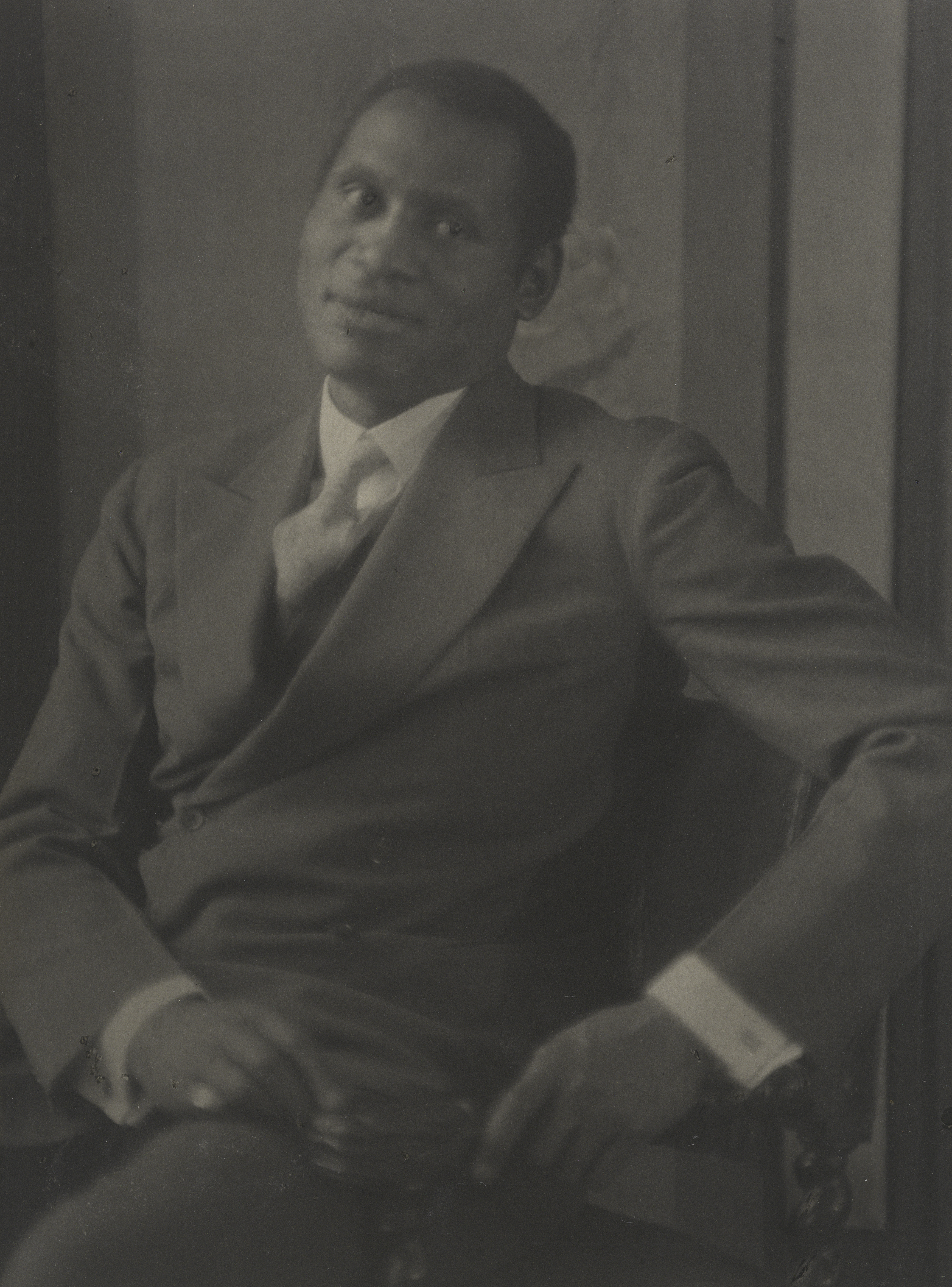
1924年的保罗·罗伯逊

罗伯逊曾短暂担任律师，但因种族歧视而放弃任职。妻子是纽约长老会医院外科病理科的首席组织化学家，曾为罗伯逊提供经济支持。在1925年罗伯逊的事业开始腾飞前，妻子一直在医院工作，夫妻俩也经常参加后来的尚堡中心的社交活动。1924年12月，他在尤金·奥尼尔的《上帝的孩子都有翅膀》中饰演主角吉姆，该片以吉姆象征性地阉割自己，从而与白人妻子圆房结束婚姻而告终。由于剧情在全国范围内引发争议，该剧首演被推迟。
《上帝的孩子都有翅膀》的推迟导致《琼斯皇帝》复排，罗伯逊饰演布鲁图斯，该角色由查尔斯·西德尼·吉尔平原创。该角色让罗伯逊感到恐惧和兴奋，因为这实际上是一个90分钟的独白。有评论称，罗伯逊获得了毫无疑问的成功。尽管可以说受到争议主题的影响，但他在《上帝的孩子都有翅膀》中的表演却不太受欢迎。在回应对其情节的批评时，他写道，命运将他吸引到戏剧的“人迹罕至的道路”上，衡量一种文化的真正标准在于其艺术贡献，而唯一真正的美国文化是非裔美国人。
演艺事业的成功使他跻身精英社交圈。在妻子埃西的大力帮助下，他的名声迅速上升。埃西对罗伯逊的雄心壮志与他的冷漠形成了惊人的对比。而后埃西辞去原有职务，成为他的经纪人并成功洽谈，为他在奥斯卡·米考斯执导的1925年种族默片《肉与灵》中争取到第一个电影角色。为了支持一项针对单身母亲的慈善事业，罗伯逊在一场音乐会上领衔演唱圣歌。他还在广播中演唱了他的圣歌曲目。
劳伦斯·本杰明·布朗曾与福音歌手罗兰·海耶斯同时巡演，并担任钢琴伴奏，由此声名鹊起。布朗后来在哈莱姆区偶然遇到罗伯逊。两人由此合作，即兴创作了一组圣歌，由罗伯逊领唱，布朗伴奏。此后二人决定在普罗温斯敦剧院举办音乐会。两人对非裔美国民歌和圣歌的演绎令人着迷，维克多唱片公司于1925年9月与罗伯逊签约。
罗伯逊夫妇前往伦敦观看《琼斯皇帝》的复排演出，之后在法国里维埃拉度过了剩余秋假，与格特鲁德·斯泰因和克劳德·麦凯交往。自1926年1月至1927年5月，罗伯逊和布朗在美国进行了一系列巡回演唱会。
在纽约休假期间，罗伯逊得知埃西已怀孕数月。1927年11月，小保罗·罗伯逊在纽约出生，当时罗伯逊和布朗正在欧洲巡演。埃西分娩时出现并发症，到12月中旬，她的健康状况急剧恶化。她的母亲不顾埃西的反对，给罗伯逊打了个电话，罗伯逊立即回到了她的床边。埃西在数月后完全康复。

### 1928年—1932年：《演艺船》、《奥赛罗》与婚姻困境
1928年，罗伯逊在伦敦德鲁里巷皇家剧院上演的美国音乐剧《演艺船》中饰演“乔”，并在剧中演唱《老人河》一曲。一些黑人评论家反对该音乐剧，认为剧中使用了当时常见的种族辱骂“黑鬼”。尽管如此，该剧仍然受到白人观众的热烈欢迎。罗伯逊之后被召到白金汉宫参加王室指挥演出，还与下议院议员结识。《演艺船》已连续演出350场，截至2001年，该剧仍为皇家剧院收入最高的剧目。此后，罗伯逊一家在汉普斯特德买下一套房子。他在日记中反思了自己的一生，写道这一切都是“更高计划”的一部分，并说“上帝保佑我，指引我。他与我同在，让我打好自己的仗，并希望我能赢”。然而，在萨沃伊烧烤餐厅发生的一宗事件中，他被拒绝入座，导致他发表了一份新闻稿描述这一侮辱，随后引发了公众辩论。
埃西在婚后不久就得知罗伯逊有婚外情，但她一直容忍。然而，当埃西发现罗伯逊再有外遇时，她在他的传记中对他进行了不利的描述，并用“负面的种族刻板印象”来形容和诽谤他。尽管她揭露了罗伯逊的此次幽会，但没有公开证据表明二人的关系已经恶化。
罗伯逊和埃西夫妇曾出演瑞士实验电影《边缘》。随后，罗伯逊回到伦敦西区的萨沃伊剧院饰演《奥赛罗》，佩吉·阿什克羅福特饰演苔丝狄蒙娜。他表示，伦敦不存在“种族问题”成为他决定搬到伦敦的重要原因。罗伯逊是自艾拉·奥尔德里奇以来第一位在英国饰演奥赛罗的黑人演员。该剧获得了褒贬不一的评价，评论认为罗伯逊的“文明素质很高，但缺乏宏大的风格”。罗伯逊表示，减少非裔美国人所面临的压迫的最好方法是让他的艺术作品成为“我这种肤色的人”可以取得成就的榜样，而不是“成为一个宣传家，发表演讲、撰写关于他们所谓的肤色问题的文章”。
埃西发现罗伯逊与阿什克罗夫特有染后，决定离婚，两人分手。在伦敦工作期间，罗伯逊成为首批在新EMI录音室（后来被称为阿比路录音室）录音的艺术家之一，并于1931年9月录制了四首歌曲，比录音室正式开放早了将近两个月。1932年，罗伯逊与莫德·西蒙斯等人一起重返百老汇，在复排的《演艺船》中饰演乔，获得了评论界和大众的一致好评。此后，罗伯逊获得罗格斯学院的荣誉硕士学位。据说，他的大学橄榄球教练福斯特·桑福德建议他与埃西离婚，并称与阿什克罗夫特结婚会对他的声誉造成无法弥补的损害。阿什克罗夫特和罗伯逊的关系于1932年结束，之后罗伯逊和埃西和好，但这给他们的关系留下了永久的伤痕。

### 1933年—1937年：思想觉醒

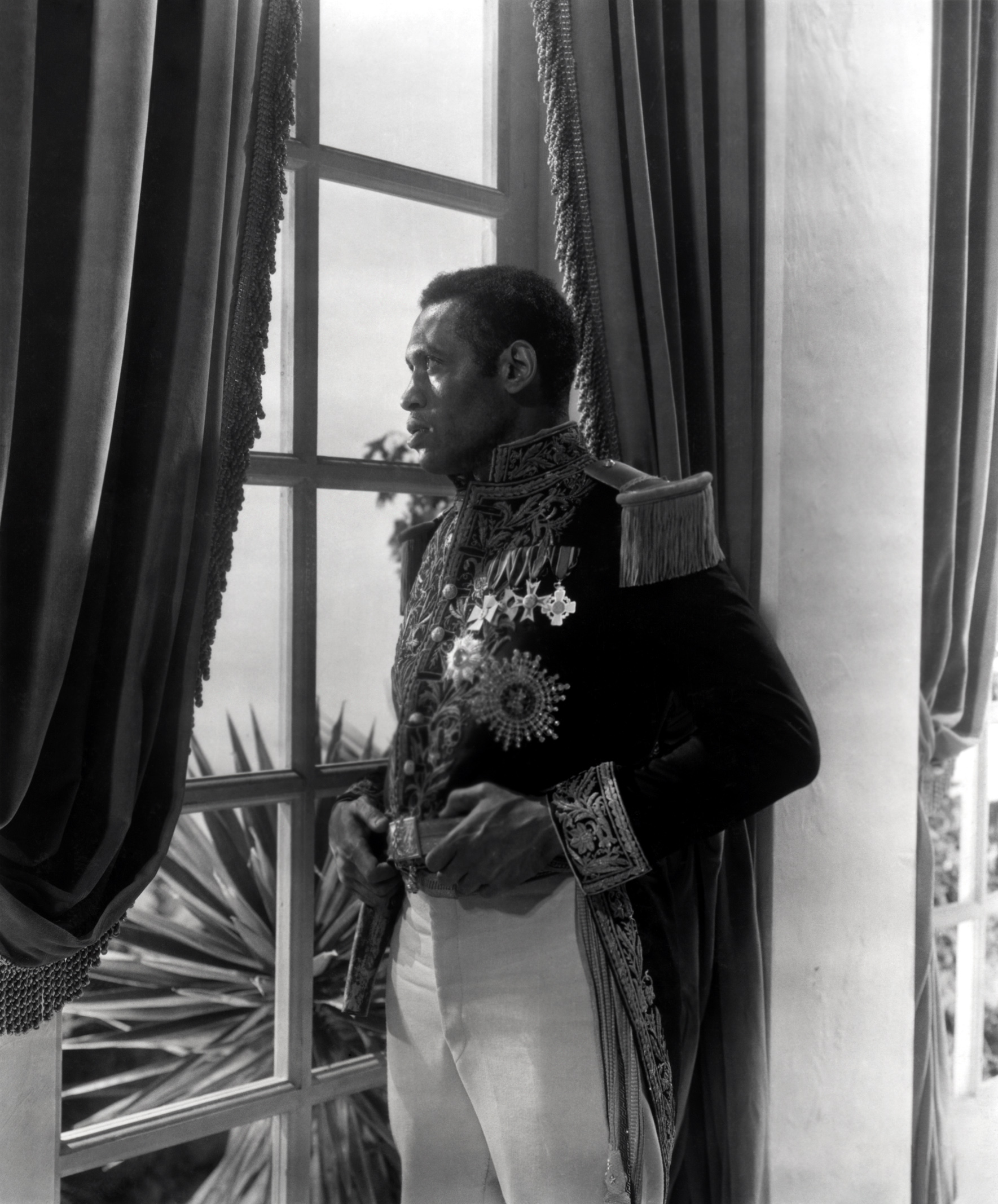
1933年，罗伯逊在电影《琼斯皇帝》饰演布鲁特斯·琼斯

1933年，罗伯逊在伦敦制作的《上帝的孩子都有翅膀》中扮演吉姆一角。随后，罗伯逊回到美国，在电影《琼斯皇帝》中饰演布鲁特斯。该片是第一部由非裔美国人担任主角的电影，媒体形容“这在美国超过二十年都未曾出现过”。他在《琼斯皇帝》中的表演广受好评。尽管美国普遍存在吉姆·克劳法的氛围，但在电影片场，他拒绝任何有损尊严的行为。回到英国后，他公开批评非裔美国人拒绝接受自己的文化。尽管媒体做出负面反应，例如《纽约阿姆斯特丹新闻》反驳称罗伯逊“出尽了洋相”，但他还宣布将拒绝任何表演中欧（但不包括俄罗斯，他认为俄罗斯是“亚洲国家”）歌剧的邀请，因为这些音乐与他的文化传统毫无关联。
1934年初，罗伯逊就读于伦敦大学附属亚非学院，学习语音学和斯瓦希里语。他对非洲历史及其对文化的影响“突然产生了兴趣”，这与他撰写的论文《我想成为非洲人》（"I Want to be African"）不谋而合，在论文中他表达了拥抱自己祖先的愿望。
罗伯逊在反帝国主义运动中的好友以及与英国社会主义者的联系促使他访问苏联。1934年12月，罗伯逊、埃西和玛丽·塞顿应谢尔盖·爱森斯坦的邀请前往苏联。在柏林的停留使罗伯逊了解了纳粹德国的种族主义。抵达莫斯科后，罗伯逊说“在这里，我不再是一个黑人，而是有生以来第一次成为一个人……我行走在完全的人格尊严之中。”

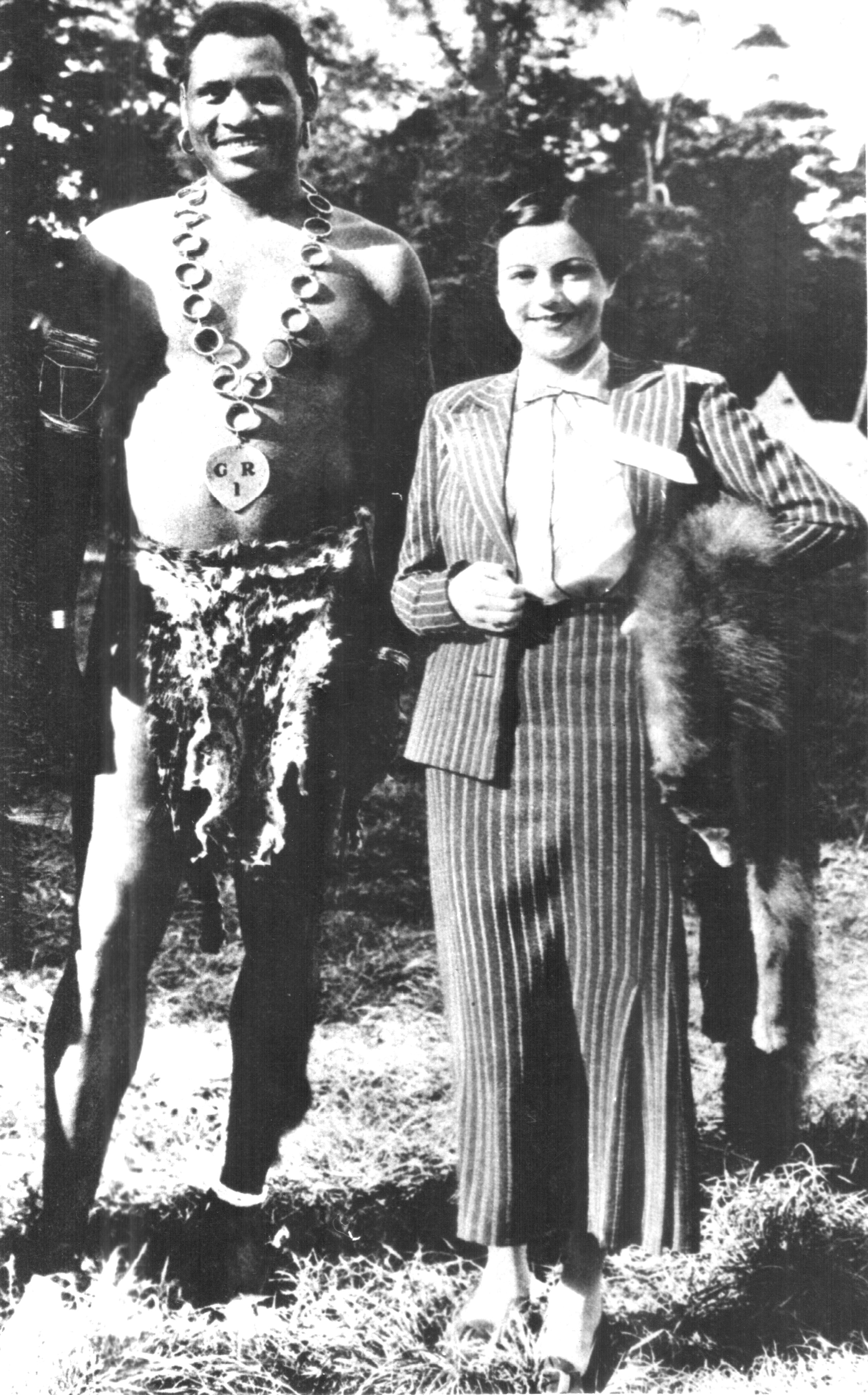
1934年，罗伯逊与女演员伊伦·阿盖在伦敦《河流桑德斯》片场

罗伯逊在1935年电影《河流桑德斯》中扮演了波桑博（Bosambo）的角色，他认为该片能够真实地展现非洲殖民地文化。《河流桑德斯》使罗伯逊一举成名，但对非洲殖民地居民的刻板印象被认为有损他作为艺术家的地位，并损害他的声誉。尼日利亚驻伦敦专员抗议该片诽谤尼日利亚，罗伯逊此后在选择角色时更加注重政治意识。1935年5月，罗伯逊在伦敦大使馆剧院出演话剧《码头工人》，南希·库纳德在《危机》杂志中对该剧给予好评，她总结道：“‘码头工人’这一角色在种族和社会问题上极具价值，直言不讳。”1936年初，罗伯逊决定将儿子送到苏联上学，以保护他免受种族主义态度的影响。随后，他在威斯敏斯特剧院塞利尔·莱昂内尔·罗伯特·詹姆斯的同名剧中扮演杜桑·卢维杜尔一角，并出演电影《自由之歌》和《演艺船》，以及《我的歌声远扬》、《所罗门王的宝藏》和《大个子》，均于1937年上映。1938年，他被《美国电影先驱报》评为英国电影界第十大最受欢迎的明星。

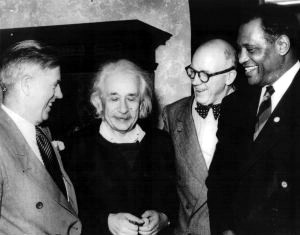
1947年10月，罗伯逊在阿尔伯特·爱因斯坦位于普林斯顿的家中

1935年，阿尔伯特·爱因斯坦在麦卡特剧院看完罗伯逊的音乐会后，罗伯逊在后台与爱因斯坦相遇。两人发现，除了对音乐的共同热爱之外，他们还对法西斯主义怀有共同的仇恨。罗伯逊与爱因斯坦的友谊持续近二十年，但并不为人所知，也鲜为人知。

### 1937年—1939年：西班牙内战与政治活动

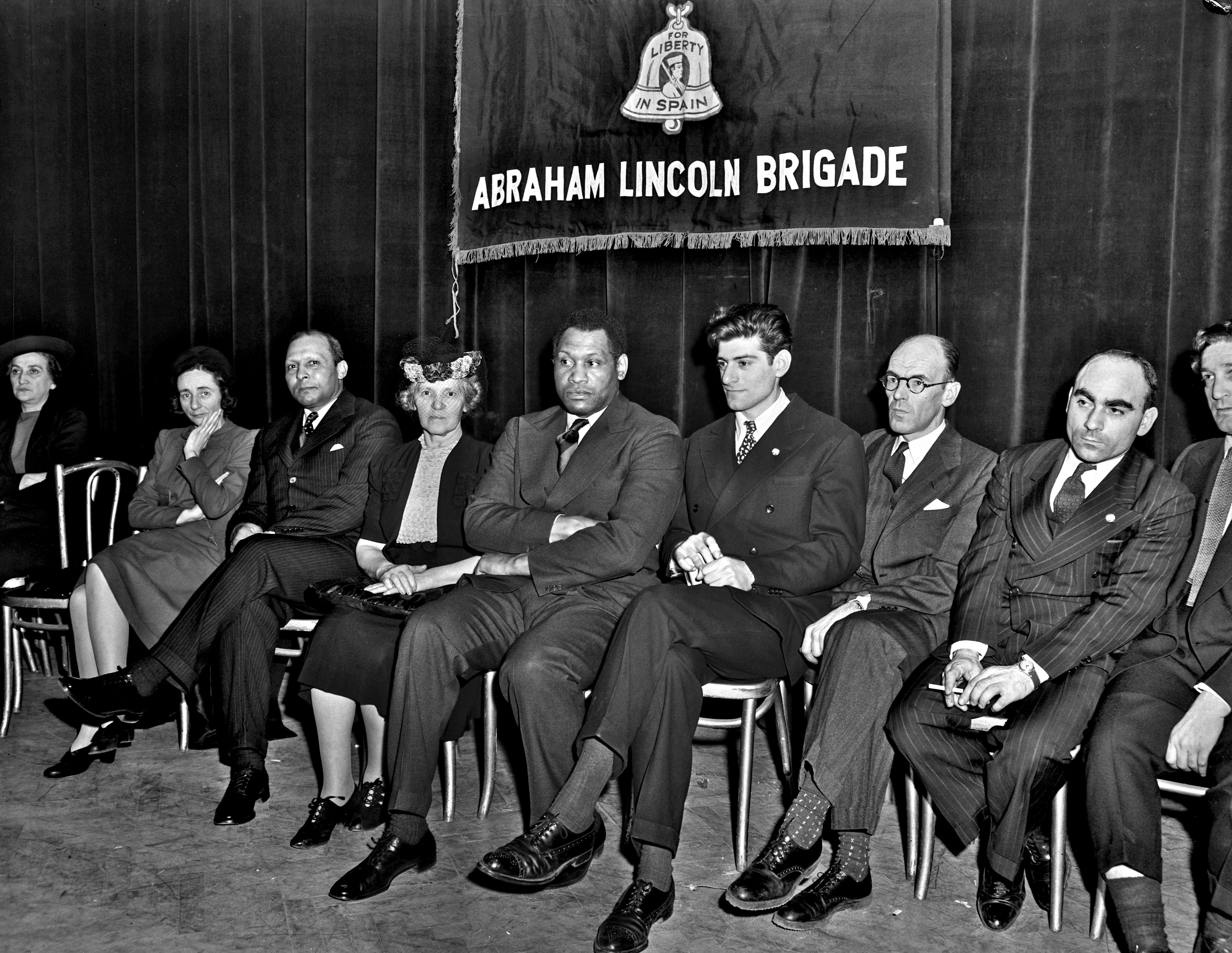
1941年2月26日，罗伯逊出席纪念第十五国际旅阵亡将士的活动。坐在他左边的是前林肯营指挥官米尔顿·沃尔夫。

罗伯逊认为，西班牙内战期间的反法西斯斗争是他人生的转折点，使他成为一名政治活动家。1937年，他利用音乐会表演来宣扬共和派和战争难民。罗伯逊永久性地修改对《老人河》的演绎。最初，他将歌词中的“niggers”替换成“darkies”；后来，他将歌词中一些刻板的方言改成标准英语，并将最后一节宿命论的歌词（“啊，我厌倦了 / 厌倦了尝试 / 啊，我厌倦了生活 / 害怕死去”）换成了一段振奋人心的歌词（“但我一直笑着 / 而不是哭泣 / 我必须一直战斗 / 直到我死去”），将其从一首悲剧性的“带有一丝抗议意味的辞职之歌”转变为一首坚定不移反抗的战歌。罗伯逊的商业经纪人对他的政治参与表示担忧，但罗伯逊不认可经纪人观点，并认为当代事件胜过商业主义。罗伯逊之后在威尔士纪念在为共和党战斗中阵亡的威尔士人民，他在纪念活动中录下了一句话“艺术家必须站队。他必须选择为自由而战还是为奴役而战。我已经做出了选择。我别无选择”。该句后来成为他的墓志铭。

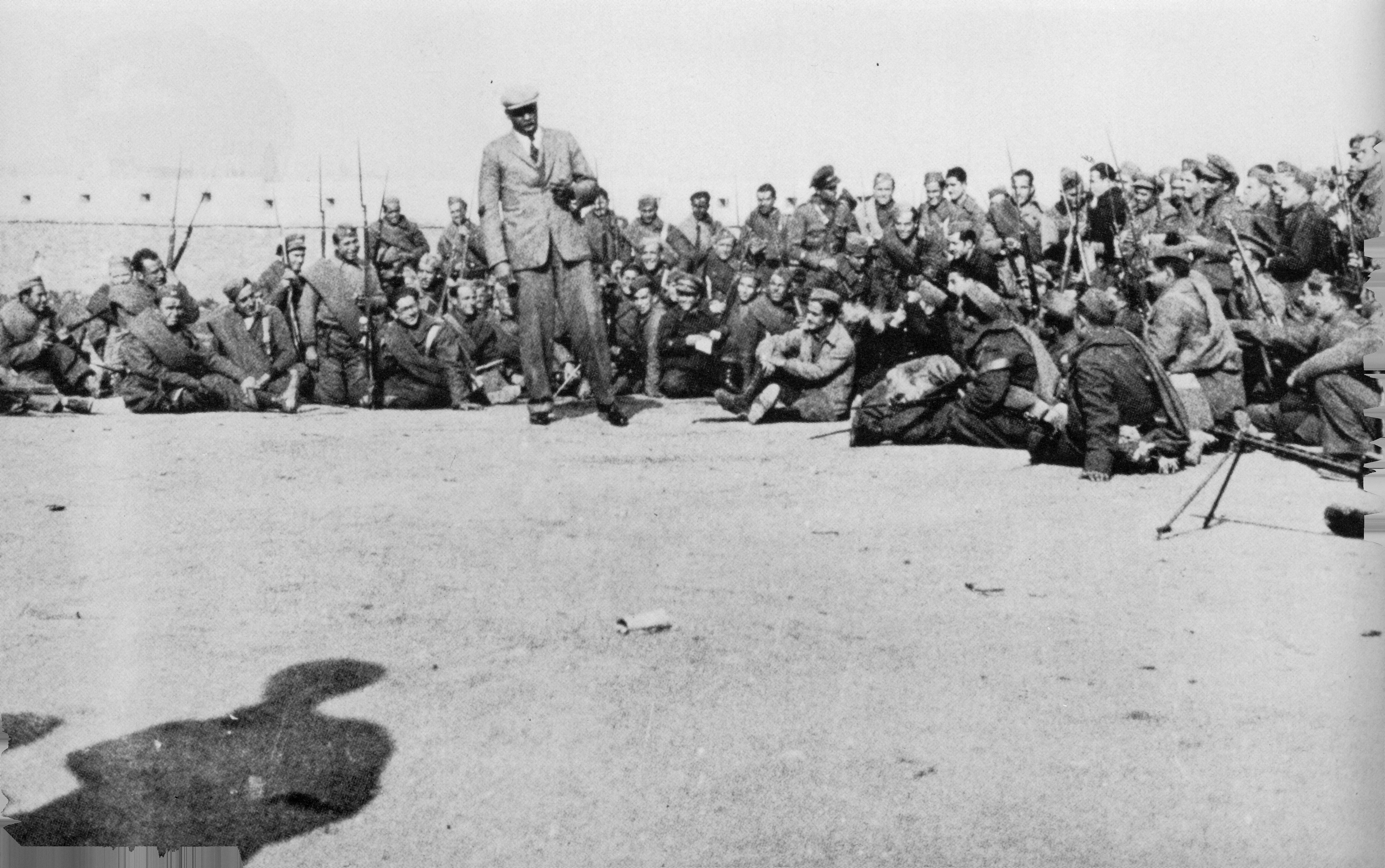
1938年1月，罗伯逊在特鲁埃尔为亚伯拉罕·林肯旅的士兵唱歌

1938年，因罗伯逊相信国际纵队的事业，他应约翰·伯顿·桑德森·霍尔丹的邀请前往西班牙，探访了贝尼卡西姆的医院，为受伤的士兵唱歌。罗伯逊还视察了战场前线，在共和党人胜利遥遥无期的时候鼓舞了他们的士气。回到英国后，他接待了贾瓦哈拉尔·尼赫鲁，以支持印度独立。尼赫鲁在会上阐述了帝国主义与法西斯主义的联系。罗伯逊重新评估了他的职业方向，决定关注“普通人”的磨难。他后来在支持劳工的戏剧《阳光下的植物》中扮演一名爱尔兰人。罗伯逊与马克斯·耶尔根和非洲事务国际委员会（后称为非洲事务委员会）一起，成为非洲民族主义和政治独立的倡导者。

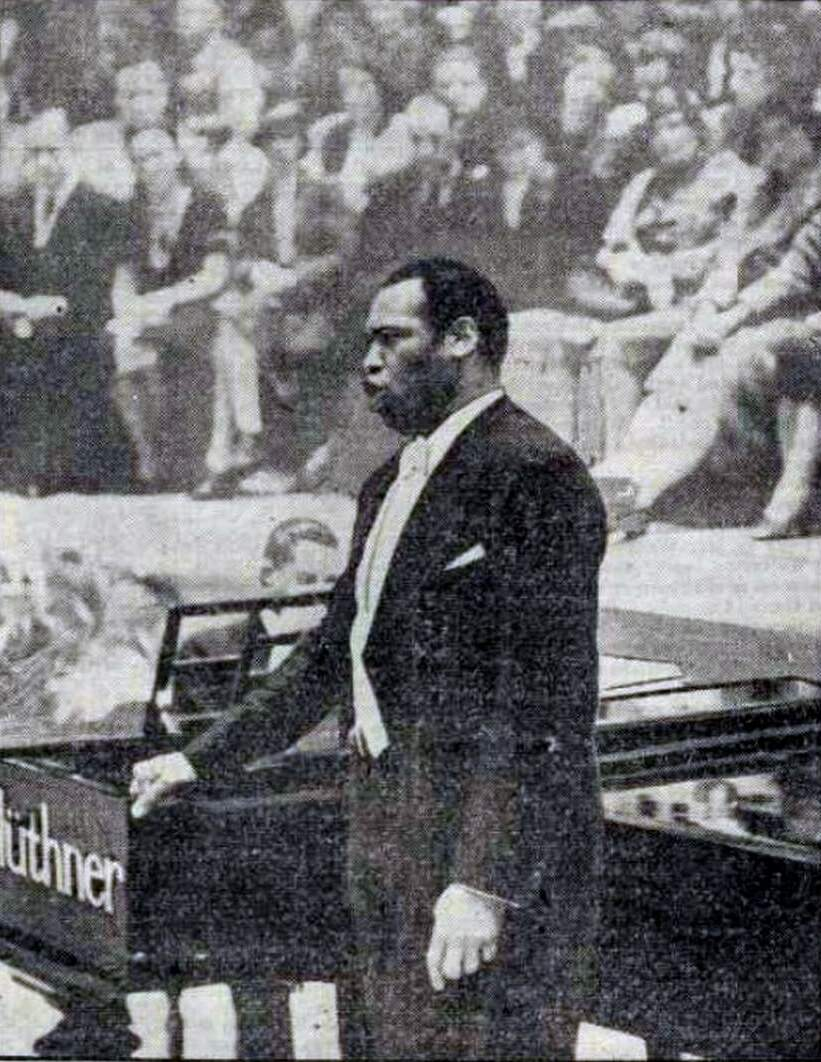
1939年3月7日，罗伯逊在英国伯明翰市政厅演出，为当地慈善机构伯明翰邮报圣诞树基金筹款。广告中的钢琴家是劳伦斯·布朗。

罗伯逊一直在英国居住，直至1939年第二次世界大战爆发。他的名字被列入大不列颠特别搜查名单，一旦德国占领英国，罗伯逊将成为逮捕对象。

## 二战、百老汇《奥赛罗》、政治行动主义和麦卡锡主义

### 1939年—1945年：二战与百老汇《奥赛罗》

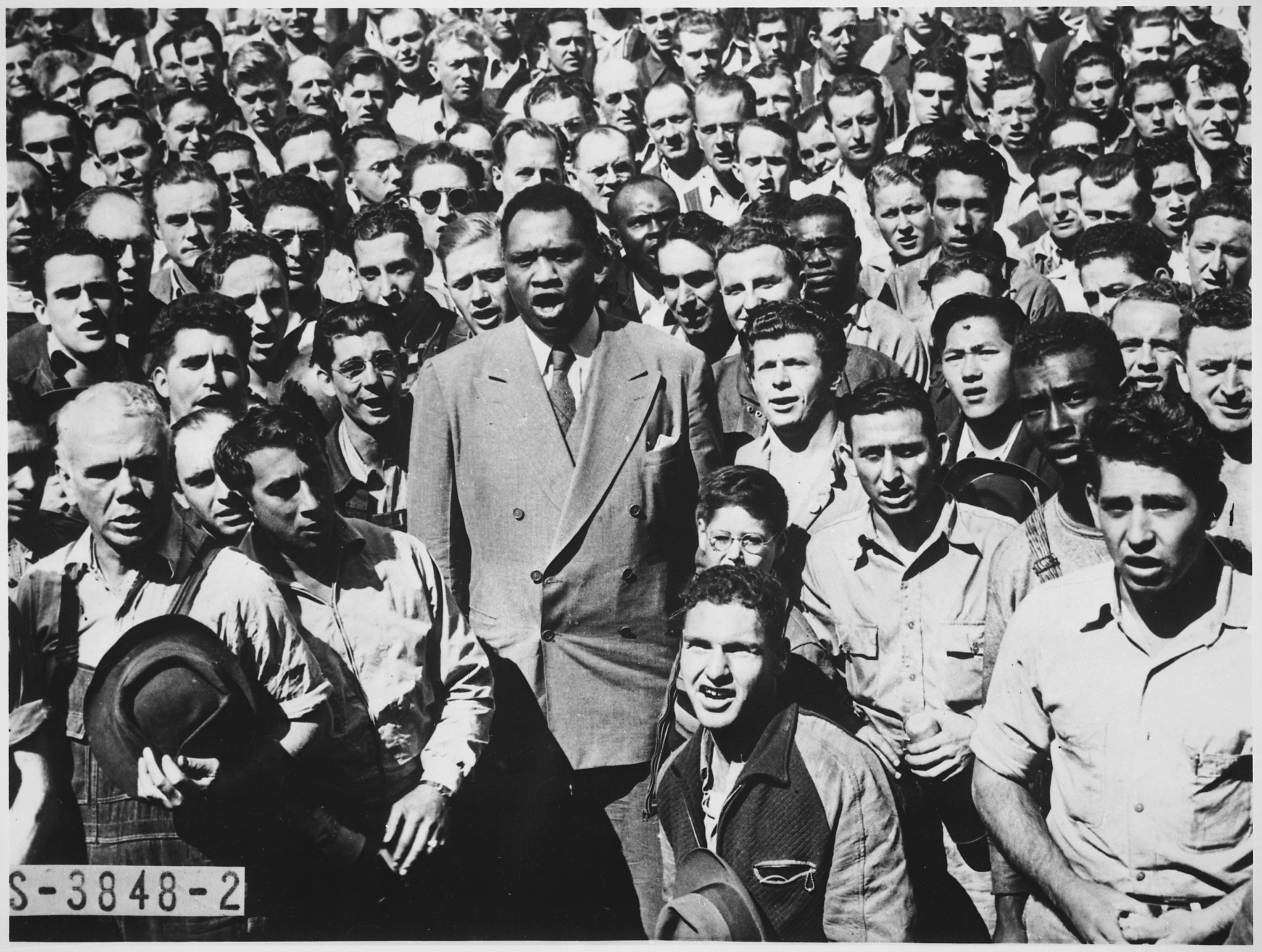
1942年9月，罗伯逊带领加利福尼亚州奥克兰摩尔造船厂工人演唱美国国歌《星条旗》

罗伯逊的最后一部英国电影是1940年上映的《骄傲的山谷》，故事背景设定在威尔士的一个煤矿小镇。该片拍摄时的1939年9月初，希特勒入侵波兰导致英国对波兰宣战。拍摄完成后，罗伯逊和他的家人返回美国，于 1939年10月抵达纽约，最初在哈莱姆区的糖山社区定居，1941年迁至康涅狄格州的恩菲尔德定居。
1939年11月5日，他在哥伦比亚广播公司的现场直播中演唱了广受好评的《美国人的歌谣》（Ballad for Americans），并于1940年元旦重演，由此成为了畅销歌曲。1940年，《科利尔》杂志将罗伯逊评为“美国第一艺人”。尽管如此，在1940年的一次巡演中，由于他的种族身份，比佛利威尔希尔酒店是洛杉矶唯一一家愿意以高昂的价格接待他的大型酒店，且使用假名登记。因此，他每天下午都会花两个小时坐在大堂并被广泛认出，“以确保下次黑人经过时，他们有地方住”。此后不久，洛杉矶的酒店取消了对黑人客人的限制。
罗伯逊为1942年的纪录片《故土》（Native Land）担任旁白，但该片被联邦调查局称为共产主义宣传。在出演于1942年上映的《曼哈顿故事》后，他宣布将不再出演电影，因为他认为该片中片段的处理方式带有刻板印象，因此“非常冒犯我的人民”。

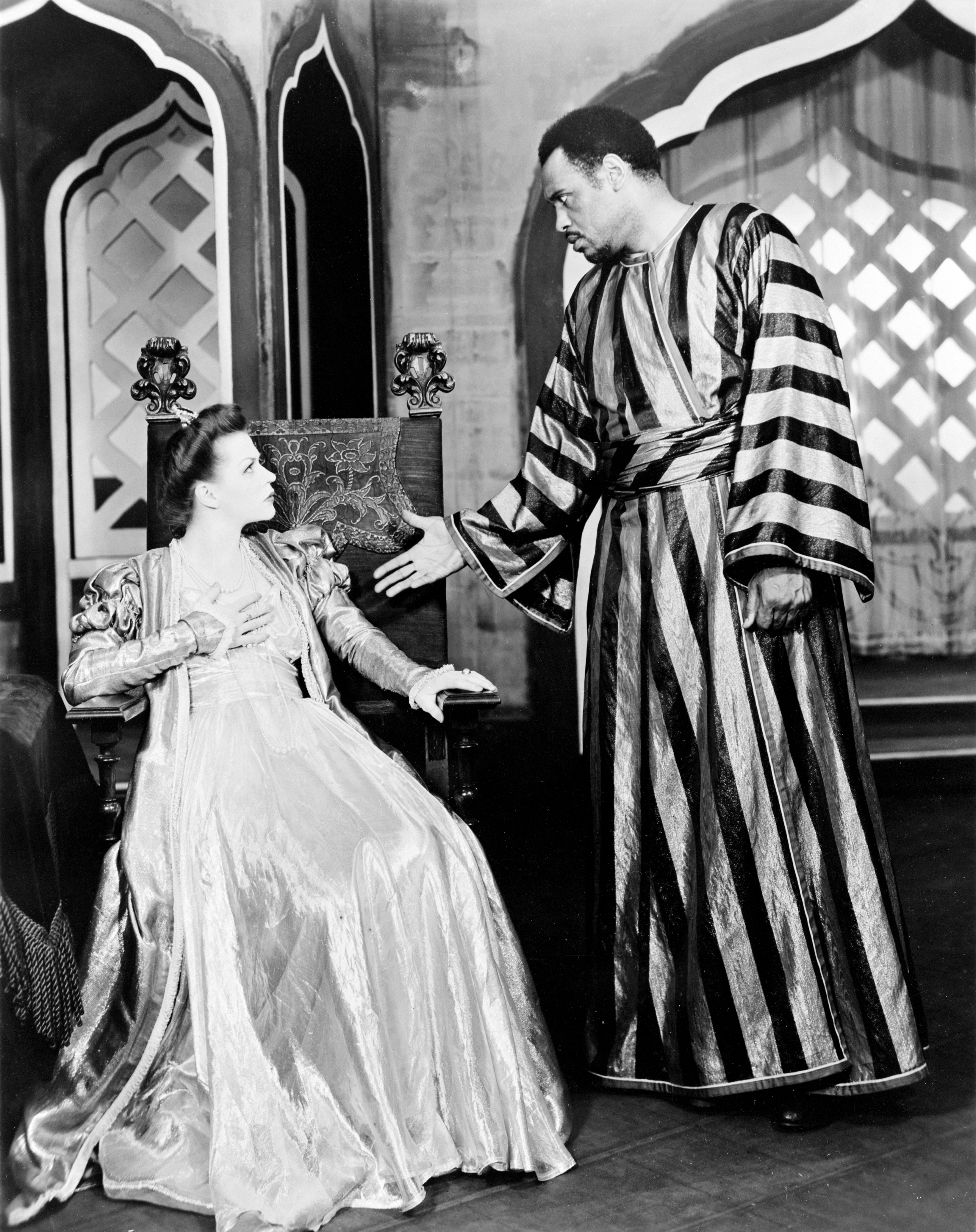
1943年—1944年间，罗伯逊与乌塔·哈根在《奥赛罗》中的演出

根据民主社会主义作家巴里·芬格对罗伯逊的批判性评价，在希特勒-斯大林条约仍然有效时，罗伯逊就劝告美国黑人，他们与欧洲列强的竞争毫无关联。俄罗斯遭到攻击后，他敦促黑人支持战争，并警告说，盟军的失败将“使我们所有人沦为奴隶”。罗伯逊参加了为战争努力举办的慈善音乐会，并在波罗球场的一场音乐会上结识了犹太人反法西斯委员会的两位特使索羅門·米霍埃爾斯和伊茨克·费弗。随后，罗伯逊于1943年在舒伯特剧院再次出演奥赛罗的角色，并成为第一位在百老汇与白人配角同时扮演该角色的非裔美国人。该剧大获成功，在百老汇演出了296场（莎士比亚作品在百老汇的纪录至今仍未被打破），罗伯逊也凭借此剧赢得了首个唐纳森最佳话剧男演员奖。与此同时，他与美职棒大联盟主席凯尼索·芒廷·兰迪斯和球队老板们会面，试图说服他们允许黑人球员加入MLB，但未能成功。罗伯逊携《奥赛罗》在北美巡回演出，直至1945年。随后，他与非洲事务委员会合作，试图促使殖民列强停止对非洲的剥削，但因联合国阻挠而受阻。
在此期间，罗伯逊也对中华民国在抗日战争中的立场产生了同情。1940年，中国进步活动家刘良模教唱罗伯逊一首爱国歌曲《起来》（Chee Lai!），即《义勇军进行曲》。罗伯逊在纽约市罗易桑体育场的一场音乐会上首次演唱该歌曲，并于1941年初为Keynote唱片公司录制了中英文版本，作为中文进步歌曲专辑《起来：新中国之歌》（Chee Lai: Songs of New China）的一部分，宋庆龄为该唱片作序。该唱片是历史上第一张由非中国籍人士演唱的中文歌曲专辑唱片，并在印度、法国、捷克等国发行，其售得之款用于捐助抗战活动。1941年4月24日，罗伯逊在华盛顿尤林体育馆为对华援助协会和联合中国救济会举办的慈善音乐会上再次演唱该曲。华盛顿援华委员会原本计划预订宪法厅，但因罗伯逊的种族身份，遭到美国革命女儿会的阻挠:71。随着民愤高涨，埃莉诺·罗斯福和中国驻美大使胡适均成为赞助人。然而，当主办方以优厚的条件向全国黑人代表大会提供门票，以帮助填满更大的会场时，两位赞助人却以反对全国黑人代表大会与共产党的关系为由退出。1942年，罗伯逊受邀加入保卫中国同盟成为荣誉会员。
罗伯逊反对美国支持蒋介石和中国国民党，并在1945年至1946年期间的政治活动中谴责美国对蒋介石的支持，包括世界和平会议和国家和平委员会:84–85。在罗伯逊看来，国民党的反共重点和对共产党游击队的封锁意味着中国在与日本作战时“束手无策”:84。
《义勇军进行曲》于1949年成为新成立的中华人民共和国国歌。其原始词作者田汉于1968年逝世，但罗伯逊继续向他的家人寄送版税。

### 1946年—1949年：被列入美国司法部长颠覆组织名单
1946年7月25日，佐治亚州摩尔福特桥发生四名非裔美国人被私刑处死的事件后，罗伯逊会见了杜鲁门总统，并告诫称，如果他不立法终止私刑，“黑人将会自卫”。杜鲁门立即终止会谈，并宣布现在还不是提出反私刑立法的时机。随后，罗伯逊公开呼吁全体美国人要求国会通过民权立法。罗伯逊于1946年创立了“美国反私刑十字军”组织。该组织被认为是对全国有色人种协进会反暴力运动的威胁。罗伯逊在此事上得到了W·E·B·杜波依斯的支持，并于《解放黑奴宣言》签署周年纪念日9月23日成立了该组织。
大约在此时，罗伯逊认为工会主义对民权至关重要，这一信念也成为了他政治信仰的支柱，因此他成为了工会活动家和美国共产党成员雷维尔斯·凯顿的支持者。罗伯逊后来被传唤到坦尼委员会讯问，在回答有关他与美国共产党的关系的问题时，他作证说他不是该党的成员。尽管如此，罗伯逊密切参与的两个组织民权大会和非洲事务委员会被列入了司法部长的颠覆性组织名单。随后，他被传唤到美国参议院司法委员会讯问。当被问及他与共产党的关系时，他拒绝回答，并表示“一些最聪明、最杰出的美国人即将因为未能回答这个问题而入狱，如果有必要，我将加入他们。”

1948年，罗伯逊在亨利·A·华莱士竞选美国总统的过程中发挥了重要作用。在此期间，罗伯逊冒着生命危险前往美國深南部为华莱士竞选。次年，由于联邦调查局要求取消他的音乐会演出，罗伯逊被迫出国工作。巡回演出期间，他在世界和平理事会发表演讲。美联社发表了他演讲的虚假记录，给人留下罗伯逊将美国等同于法西斯国家的印象。在一次采访中，罗伯逊表示“（在美国）法西斯主义的危险已经避免”。然而，公开归于他的演讲却使他被视为美国主流社会的敌人。罗伯逊拒绝屈服于公众的批评，为12名被告辩护，其中包括他的老朋友小本杰明·J·戴维斯，他们在针对共产党领导人的史密斯法案审判中受到指控。

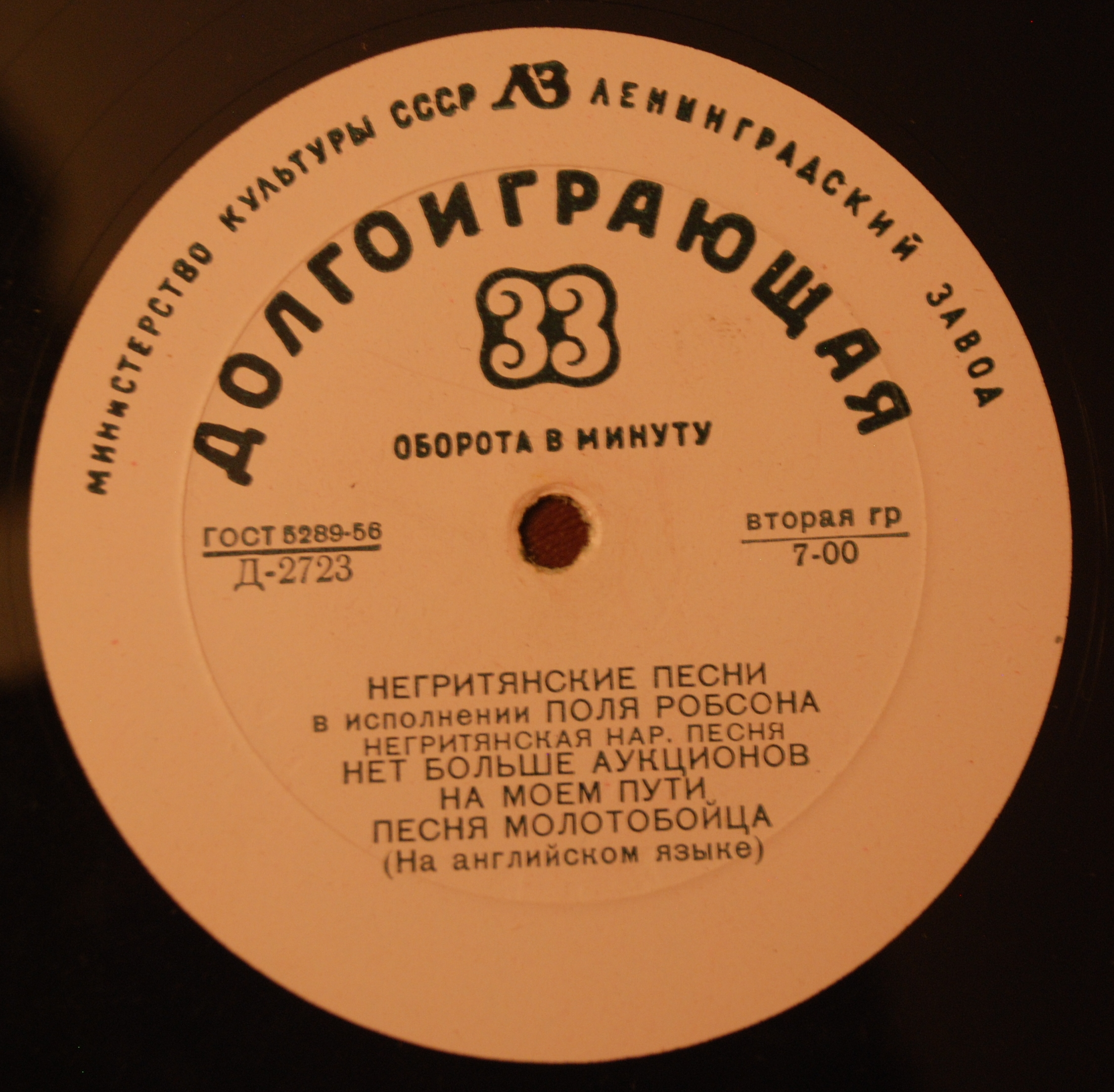
苏联文化部出版的罗伯逊唱片

1949年6月，罗伯逊前往莫斯科，试图找到二战期间结识的伊茨克·费弗。他告知苏联当局想见费弗。苏联当局不愿失去罗伯逊作为苏联宣传员的地位，于是将费弗从监狱带回。费弗告诉他，米霍埃尔斯已被谋杀，并预言他将被处决。为了维护苏联的声誉，并防止美国右翼势力占据道德制高点，罗伯逊否认苏联存在任何迫害，并在余生中一直保守此次会面除他的儿子之外的秘密。1949年6月20日，罗伯逊在巴黎和会上发表讲话，称“我们美国人不会忘记，美国的财富是建立在欧洲白人工人和数百万黑人的肩上。我们决心平等分享这些财富。我们拒绝任何歇斯底里的胡言乱语，它们怂恿我们向任何人发动战争。我们为和平而战的意志坚定不移。我们不会向任何人发动战争。我们不会向苏联发动战争。我们反对那些希望建立帝国主义德国并在希腊建立法西斯主义的人。尽管佛朗哥统治下的西班牙奉行法西斯主义，但我们仍希望与其和平相处。我们将支持所有国家之间的和平与友谊，包括与苏维埃俄罗斯和人民共和国的和平与友谊。” 他因在美国主流媒体上发表上述言论而被列入黑名单，其中包括在《危机》等许多黑人报刊上发表的言论。
为了在政治上孤立罗伯逊，众议院非美活动调查委员会传唤杰基·鲁宾逊对罗伯逊的巴黎演讲发表意见。罗宾逊作证称，罗伯逊的言论“如果准确报道的话是愚蠢的”。前第一夫人埃莉诺·罗斯福指出：“鲁宾逊先生试图将他的人民拉到共产主义政治阵营，这对他们造成了极大的伤害。杰基·鲁宾逊的直率言论对他们帮助很大。”几天后，罗伯逊将在纽约市举办音乐会的消息引发了当地媒体的谴责，他们谴责政府利用社区来支持“颠覆分子”。随后发生反罗伯逊暴力抗议的皮克斯基尔骚乱，导致 1949年8月27日罗伯逊的一场音乐会被叫停，并破坏了八天后举行的替代音乐会的后续效果。

### 1950年—1955年：被列入黑名单
《洛杉矶时报》在评论克里斯蒂·沃尔什于1949年编写的《大学橄榄球与全美评论》（College Football and All America Review）时，称赞其为“迄今为止出版的有关过去橄榄球比分、球员、教练等信息的最完整的来源”，但书中没有列出罗伯逊曾在罗格斯学院队打球，也没有列出他曾入选全美最佳阵容。几个月后，全国广播公司取消罗伯逊在埃莉诺·罗斯福电视节目中的露面，这进一步使他从公众视野中消失。
罗伯逊反对美国卷入朝鲜战争，并谴责美国对中国发出核威胁:88。罗伯逊认为，美国操纵联合国以实现帝国主义目的，中国介入朝鲜战争对于保卫亚洲数百万人民的安全是必要的:88。罗伯逊认为“美国的和平情绪”是杜鲁门总统不使用核武器和召回道格拉斯·麦克阿瑟将军的关键因素:88。
罗伯逊开始批评美国在朝鲜战争中的地位一个月后，美国国务院要求他交还护照:97，但遭到罗伯逊的拒绝:97。应联邦调查局的要求，美国国务院注销了罗伯逊的护照，并指示海关官员阻止他任何离开美国的企图:97。美国将他的活动范围限制在美国境内，使他失去言论自由，尤其是一些人认为他“为非洲殖民地人民独立而进行的极端倡导”的自由。据估计，因罗伯逊的旅行特权被取消，以及由此导致的无法在海外赚取费用，导致他的年收入从15万美元降至不足3,000美元。当罗伯逊会见国务院官员并被问及为何拒发护照时，他被告知“经常批评美国对待黑人的方式，且不应在外国发表该类型的言论”。
1950年，罗伯逊与W·E·B·杜波依斯共同创办月报《自由》，刊登他及其圈子的观点。大部分期数的头版都有罗伯逊的专栏文章。在1955年7月至8月出版的终刊号中，该报头版刊登了一篇未署名的专栏文章，描述了罗伯逊争取恢复护照的斗争。文章呼吁非裔美国人主要组织的支持，并声称“黑人，（以及）所有因国际紧张局势缓和而松了一口气的美国人……都与保罗·罗伯逊护照案息息相关”。罗伯逊的一篇文章刊登在第二版，继续讨论护照问题，标题是“如果有足够多的人写信给华盛顿，我会很快拿到护照”。
1951年，《危机》杂志发表了一篇题为《保罗·罗伯逊——迷失的牧羊人》的文章，并归于罗伯特·艾伦所写，但小保罗怀疑该文章的作者是阿姆斯特丹新闻专栏作家厄尔·布朗。J·埃德加·胡佛和美国国务院安排将该文章在非洲印刷和发行，目的是损害罗伯逊的声誉，降低他在殖民地国家的声望以及共产主义的声望。罗伊·威尔金斯（目前被认为是《保罗·罗伯逊——迷失的牧羊人》的真正作者）在另一篇文章中谴责了罗伯逊和美国共产党，其措辞与当时联邦调查局的反共宣传一致。
1951年12月，罗伯逊在纽约和威廉·L·帕特森在巴黎向联合国提交了一份题为《我们控告种族灭绝》的民权大会请愿书。该文件声称，美国联邦政府未能采取行动打击美国境内的私刑，根据联合国《防止及惩治灭绝种族罪公约》第二条，其犯有种族灭绝罪。这份请愿书并未得到联合国的正式承认，尽管在欧洲和美国黑人媒体上获得了一些好评，但在美国主流媒体中，基本上要么被忽视，要么因其与共产主义的联系而受到批评。
1952年，罗伯逊被苏联授予国际斯大林奖。由于无法前往莫斯科，他只能在纽约接受该奖。1953年4月，斯大林去世后不久，罗伯逊写下了《致您，我敬爱的同志》，称赞斯大林致力于和平，是世界的向导：“他以深厚的人性和睿智的理解，给我们留下了丰富而巨大的遗产”。罗伯逊对苏联的看法使他无法取得护照，也阻止了他重返娱乐业和民权运动。在他看来，苏联是世界政治平衡的保证。
1952年5月，为了象征性地抗议旅行禁令，美国和加拿大的工会在华盛顿州和加拿大不列颠哥伦比亚省边界的国际和平拱门举办音乐会。1953年，罗伯逊再次回到和平拱门举办第二场音乐会。

### 1956年—1957年：麦卡锡主义的结束
1956年6月12日，罗伯逊因拒绝签署一份声明自己不是共产党员的宣誓书而被众议院非美活动调查委员会传唤。他试图将准备好的声明读入国会记录，但委员会拒绝了他的请求。在质询期间，他援引美国宪法第五修正案，拒绝透露自己的政治立场。当被问及他为何没有留在苏联（鉴于他对苏联政治意识形态的认同）时，他回答说：“因为我的父亲是奴隶，我的同胞为建设美国而牺牲，所以我要留在这里，像你们一样成为美国的一部分，任何有法西斯思想的人都不能把我赶走！”在听证会上，罗伯逊表示：“我是不是共产党员并不重要。问题在于，美国公民，无论其政治信仰或同情心如何，是否都能享有宪法赋予的权利。”
由于对罗伯逊政治观点的宣传的反应，他的唱片和电影被禁止公开发行，他也受到了美国媒体的普遍谴责。在冷战高峰期的美国，越来越难以在商业电台听到罗伯逊的歌声、购买他的音乐唱片或者看他主演的电影。
1956年，当时隶属于英国工人音乐协会的Topic唱片公司发行了一张单曲，罗伯逊演唱了由阿尔弗雷德·海耶斯和厄尔·罗宾逊创作的劳工圣歌《乔·希尔》，背景音乐为《约翰·布朗之躯》。1956年，迫于公众压力，罗伯逊的旅行禁令获得一次性豁免。罗伯逊于2月在加拿大举办了两场音乐会，分别在多伦多和安大略省萨德伯里的工会大会上举办。
1957年5月26日，由于仍然无法亲自到国外演出，罗伯逊通过当时刚竣工的跨大西洋电话电缆TAT-1在伦敦圣潘克拉斯市政厅为观众演唱（《让罗伯逊歌唱》的1,000张音乐会门票在一小时内售罄）。同年10月，罗伯逊利用同样的技术，在威尔士波斯考尔的大亭阁为“约5,000名”观众演唱。
尼基塔·赫鲁晓夫在1956年苏共二十大上对斯大林主义的谴责使罗伯逊不再谈论斯大林，尽管他继续赞扬苏联。当年，罗伯逊与密友W·E·B·杜波依斯将匈牙利的反苏起义比作“推翻西班牙共和政府的同类人”，并支持苏联入侵并镇压起义。
1958年，美国最高法院在肯特诉杜勒斯案中以5比4的多数票通过裁决，裁定未经正当程序而拒绝发放护照，违反了宪法第五修正案所保护的自由，最终国务院将罗伯逊的护照归还。

## 晚年

### 《我的立场》
罗伯逊在美国仍被囚禁期间，完成了一部反抗现实的“宣言式自传”《我的立场》，该书于1958年2月14日出版。约翰·弗农在《黑人历史公报》上指出，“几乎没有出版物敢于或愿意评论它——仿佛他已经不存在了”。在1971年版的前言中，罗伯逊的朋友兼合作伙伴劳埃德·L·布朗写道：“全国没有任何一家白人商业报纸或杂志提及罗伯逊的书。文学报道领域的主要报纸，如《纽约时报》和《先驱论坛报》，不仅没有评论它；他们甚至拒绝将其列入‘今日出版书籍’名单。”布朗补充说，抵制运动在美国以外并未生效，例如，《我的立场》在英国、日本和印度都获得了好评。该书也迅速引起了非裔美国媒体的关注。《巴尔的摩非裔美国人报》率先赞扬了罗伯逊自传的功绩。《匹兹堡信使报》、《芝加哥十字军报》和《洛杉矶先驱快报》亦有评论该书。全国有色人种协进会主办杂志《危机》对罗伯逊自传的评价则更为批判。

### 1958年—1960年：回归巡演

#### 欧洲
1958年6月，罗伯逊的护照归还后，他立即离开美国前往欧洲:116，以伦敦为基地开始世界巡演。罗伯逊在英国各地共演出28场。1959年4月，他在埃文河畔斯特拉特福主演了托尼·理查森制作的《奥赛罗》。1959年8月，罗伯逊在莫斯科卢日尼基体育场演唱了俄罗斯经典歌曲和美国标准曲目，受到热烈的欢迎。罗伯逊和埃西随后飞往雅尔塔休息并与尼基塔·赫鲁晓夫共度时光。
1959年10月11日，罗伯逊参加了在伦敦圣保罗大教堂举行的一场礼拜，成为首位在该教堂演唱的黑人表演者。在莫斯科旅行期间，罗伯逊因出现头晕和心脏问题住院两个月，而埃西被诊断出患有可手术的癌症。
1960年，罗伯逊在英国皇家节日音乐厅举行他在英国的最后一次音乐会，为殖民自由运动筹集资金。

#### 澳大利亚、新西兰
1960年10月，应澳大利亚政治人物比尔·莫罗的要求，罗伯逊与埃西开始为期两个月的澳大利亚和新西兰巡回音乐会，主要目的是赚钱。在悉尼期间，他成为第一位在未来的悉尼歌剧院建筑工地表演的主要艺术家。在布里斯班节日大厅演出后，罗伯逊到奥克兰开巡回音乐会，并重申了他对马克思列宁主义的支持，谴责毛利人面临的不平等以及诋毁其文化的行为。在此期间，罗伯逊公开表示：“……社会主义土地上的人民渴望和平”。
罗伯逊在巡演期间结识了费丝·班德勒和其他活动家，他们激发了罗伯逊夫妇对澳大利亚原住民困境的关注。罗伯逊随后要求澳大利亚政府赋予原住民完全的公民权和平等权利。他抨击认为原住民不成熟、没有文化的观点，并宣称“人类本身并不存在落后，只有说他们落后的社会”。
罗伯逊离开澳大利亚时是一位受人尊敬但颇具争议的人物，他对原住民权利的支持在接下来的十年里对澳大利亚产生了深远的影响。

### 1961年—1963年：健康崩溃
结束澳大利亚和新西兰之旅回到伦敦后，罗伯逊表达了返回美国参与民权运动的愿望，但他的妻子却认为美国不安全，而且由于政府的骚扰，“赚不到钱”。1961年3月，罗伯逊再次前往莫斯科。

##### 莫斯科产生的健康崩溃
在莫斯科酒店房间举行的一次不同寻常的疯狂派对上，罗伯逊将自己锁在卧室里割腕自杀。三天后，在苏联医疗机构的治疗下，他告诉得知他病情并前往莫斯科的儿子感到极度偏执，觉得房间的墙壁在移动，强烈的空虚感和沮丧感使他试图自杀。
小保罗曾表示，父亲的健康问题源于中央情报局和军情五处试图“压制”父亲。他记得父亲在接受前列腺手术前也曾有过这样的恐惧并表示，在伦敦和纽约为罗伯逊治疗的三位医生都是中央情报局的承包商，他父亲的症状是“在中央情报局的一项秘密计划MK-ULTRA下接受心智去模式化治疗”的结果。马丁·杜伯曼写道，罗伯逊的健康崩溃可能是由多种因素造成的，包括极度的情绪和身体压力、躁郁症、疲惫以及循环系统和心脏问题的开始。“即使没有器质性倾向和政府骚扰的累积压力，他也可能容易崩溃。”

#### 持续恶化
罗伯逊回到伦敦后一度出现自杀倾向，并在经过苏联大使馆时惊恐发作。他被送往普赖尔里医院接受电休克疗法，并在近两年内服用大剂量药物，但没有接受任何心理治疗。在普赖尔里医院接受治疗期间，罗伯逊受到军情五处的监视。
英国和美国的情报部门均了解罗伯逊的自杀心理状态。一份联邦调查局的备忘录描述了罗伯逊的虚弱状况，指出他的“死亡将被广泛报道”，并将被用于共产党的宣传，因此需要持续监视。许多备忘录建议拒绝罗伯逊的护照更新，这一障碍可能会进一步危及他的康复过程。

#### 在东德接受治疗
1963年8月，由于对罗伯逊的治疗感到不安，罗伯逊的朋友和家人将他转移到东柏林的布赫诊所。在接受心理治疗并减少药物治疗后，他的医生发现他仍然“完全没有主动性”，并对在伦敦接受的“高剂量巴比妥酸盐和电休克疗法”表示“怀疑和愤怒”。罗伯逊的病情迅速好转，但他的医生强调“保罗仅剩的一点健康必须保住。”

### 1963年—1976年：退休

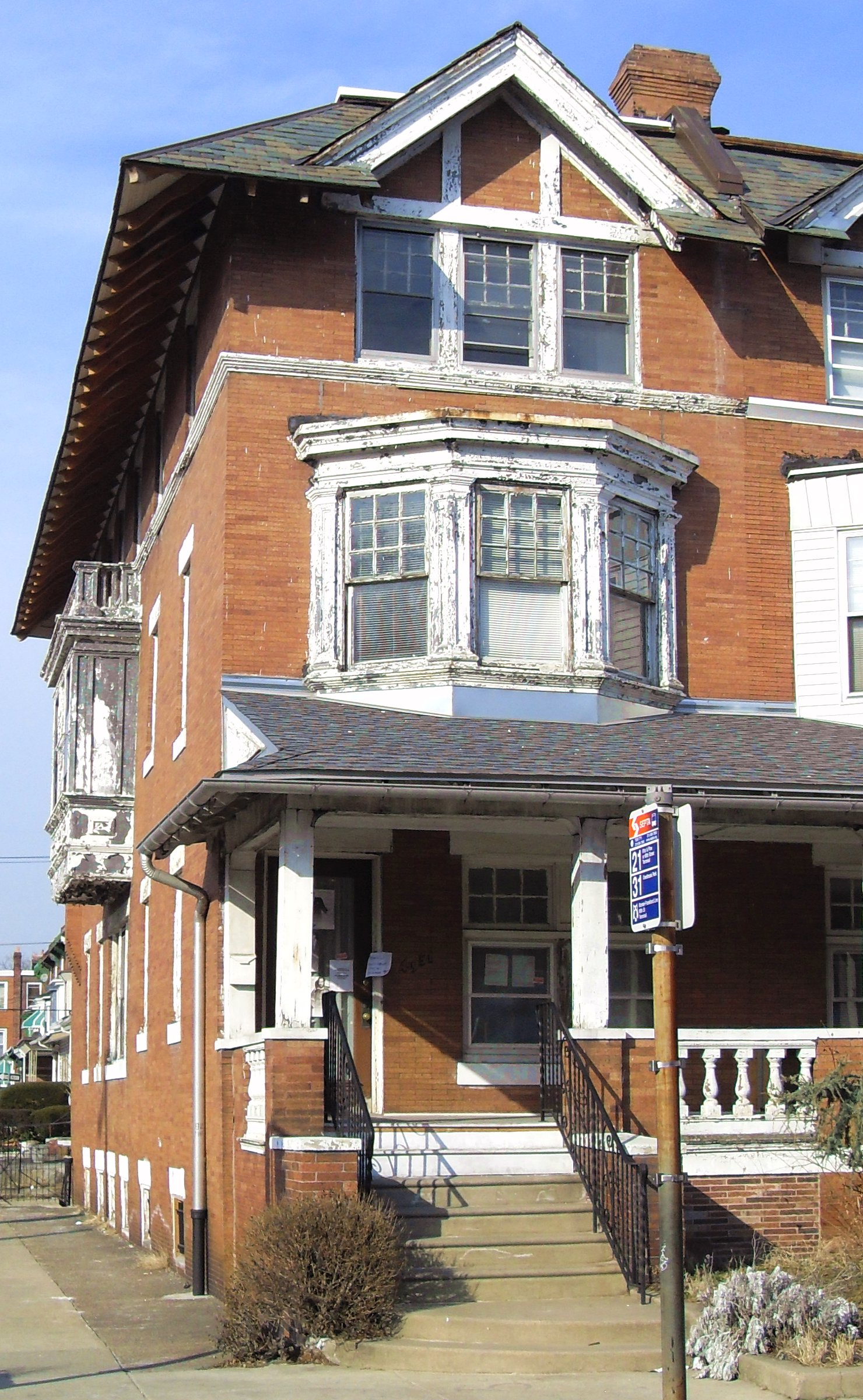
位于费城的保罗·罗伯逊故居

1963年12月，罗伯逊返回美国，以隐居的生活度过余生。他曾短暂地参与民权运动，并在数次重要的公开露面后，于一次巡回演讲中病重。1965年，他因双侧肺炎和肾梗阻住院，险些丧命。

#### 参与民权运动的邀请
贝亚德·拉斯汀和詹姆斯·法默联系了罗伯逊，询问他是否有可能参与到民权运动的主流中。由于拉斯汀过去的反共立场，罗伯逊拒绝与他会面。罗伯逊最终与法默会面，但由于他被要求谴责共产主义和苏联才能在主流中占有一席之地，罗伯逊坚决拒绝。

#### 逝世前生活
1965年12月，曾任罗伯逊发言人的埃西去世后，罗伯逊搬至纽约市与儿子及家人一起生活。人们很少见到他在朱梅尔广场哈莱姆区的公寓附近散步，他的儿子在回应媒体询问时表示“父亲的健康状况不允许他表演或回答问题”。1968年，罗伯逊搬至费城他姐姐的家中。
在接下来的几年里，为纪念罗伯逊而举行的庆祝活动不计其数，其中几场是在此前对他避之不及的场所举行的。除了最亲密的朋友外，他很少接待访客，除了发表一些支持当前民权运动和国际运动的言论外，他很少发表公开声明，因为他觉得自己的履历“不言自明”。
1973年，罗伯逊未能出席在卡内基音乐厅举行的75岁生日纪念活动，但他录制了在活动上播放的一段信息：“虽然我已经好几年不能活动了，但我想让你们知道，我还是那个保罗，一如既往地致力于全世界人类的自由、和平与兄弟情谊事业。”

### 逝世
1976年1月23日，罗伯逊因中风并发症在费城逝世，享年77岁。其遗体安放在哈莱姆区，葬礼在他哥哥本的原教区锡安母亲AME锡安教堂举行，J·克林顿·霍加德主教致悼词。罗伯逊的12名抬棺人包括哈利·貝拉方提和弗里茨·波拉德。此后，他被安葬在纽约州哈茨代尔的芬克里夫墓園。
传记作家马丁·杜伯曼在罗伯逊去世时新闻媒体的报道提到：
“美国白人媒体……忽视了美国白人一直无法容忍一个拒绝屈服的黑人异类……淡化了他在世时遭受迫害的核心种族主义成分”，“他们小心翼翼地”向他致敬，称他是一位‘伟大的美国人’”，而黑人美国媒体“总体上从未像白人美国媒体那样对罗伯逊抱有敌意”，他们认为他的一生“……将永远是对美国白人和黑人的挑战。”

## 纪念与荣誉

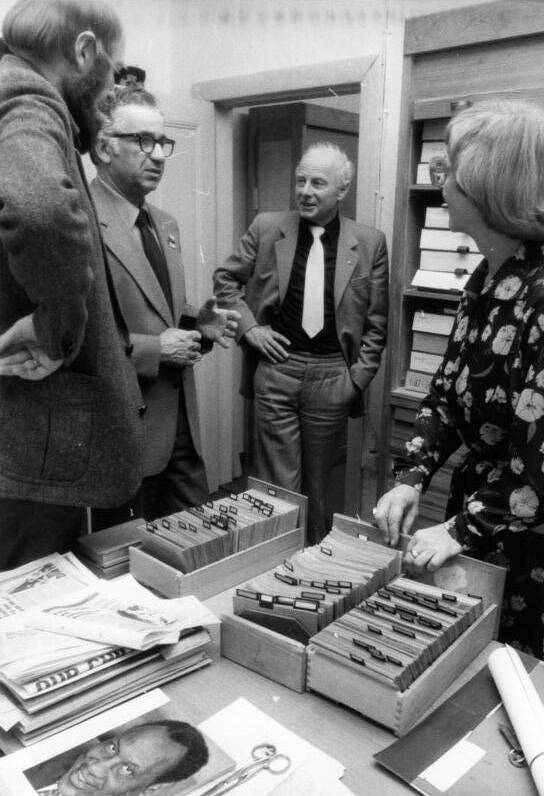
1981年德意志民主共和国艺术学院档案中的罗伯逊藏品

早年的罗伯逊是哈莱姆文艺复兴运动最具影响力的参与者之一。考虑到罗伯逊必须克服种族主义障碍，他在体育和文化方面取得的成就更加令人印象深刻。罗伯逊将黑人灵歌带入美国主流社会，是首批拒绝为种族隔离观众表演的艺术家之一。历史学家彭妮·冯·埃申写道，虽然麦卡锡主义在1940年代抑制了像罗伯逊这样的美国反殖民主义政治，但“1950年代末和1960年代的（非洲独立运动）将证明他的反殖民（议程）是正确的。”
1945年，罗伯逊获得美国全国有色人种协进会颁发的斯宾加恩奖章。与他有关的几家公共和私人机构都被列为地标，或以他的名字命名。
1950年，罗伯逊因《和平之歌》获国际和平奖:94。
1978年，罗伯逊为结束南非种族隔离制度所做的贡献，获得联合国大会的追授奖励。1980年，其纪录片作品《保罗·罗伯逊：向一位艺术家致敬》（Paul Robeson: Tribute to an Artist）获得奥斯卡最佳纪录片短片奖。1995年，他被入选大学橄榄球名人堂。在罗伯逊诞辰一百周年之际，世界各地都举行了纪念活动。1998年，他被授予格莱美终身成就奖，并在好莱坞星光大道上刻星纪念。罗伯逊还入选美国戏剧名人堂。
截至2011年，罗伯逊主演的《奥赛罗》是百老汇有史以来上演时间最长的莎士比亚戏剧。罗伯逊凭借出色的表演，获得了唐纳森奖。2011年，迈克尔·A·莫里森称，罗伯逊主演的《奥赛罗》是20世纪莎士比亚戏剧的巅峰之作。1930年，罗伯逊在伦敦演出《奥赛罗》时，英国艺术家格林·菲尔波特为罗伯逊绘制肖像画，该肖像画于1944年以《黑人的头像》（Head of a Negro）为名售出，此后人们认为肖像画已遗失，但被帕兰特之家画廊馆长西蒙·马丁重新发现，并于2022年在该馆举办了展览。
罗伯逊的档案保存在柏林艺术学院、霍华德大学和尚堡黑人文化研究中心。2010年，罗伯逊的孙女苏珊·罗伯逊在斯旺西大学启动一项项目，支持威尔士议会，并创建在线学习资源以纪念罗伯逊。
1976年，罗伯逊在1940年代初居住的位于曼哈顿华盛顿高地埃奇科姆大道的公寓楼正式命名为保罗·罗伯逊寓所，并被宣布为国家历史地标。1993年，该建筑也被指定为纽约市地标。
1978年，苏联通讯社宣布，拉脱维亚航运公司将其一艘新的4万吨油轮命名为“保罗·罗伯逊”，以纪念该歌手。该社称，船员在油轮上建立了一座罗伯逊博物馆。罗伯逊逝世后，东柏林普伦茨劳尔贝格区的一条街道被重新命名为“保罗·罗伯逊大街”，其名称在两德统一后的柏林至今仍沿用。东德发行了一枚印有罗伯逊头像的邮票，注明“为了和平，反对种族主义，保罗·罗伯逊，1898-1976”的字样。
2001年，美国艺术家艾伦·乌齐基·尼尔森的公共艺术作品《（我的立场）秉承保罗·罗伯逊的精神》在华盛顿特区的佩特沃斯街区揭幕。
2002年，英格蘭遺產委員會在罗伯逊1929年至1930年居住的汉普斯特德布兰奇山的住所上举行蓝色牌匾的揭牌仪式。2002年5月18日，温哥华和平公园举行纪念罗伯逊跨越加拿大边境音乐会50周年的纪念音乐会。
2004年，美国邮政局发行了一枚37美分的罗伯逊纪念邮票以纪念罗伯逊。2006年，伦敦大学亚非学院举行揭牌仪式，以此纪念罗伯逊。2007年，一家发行经典影片音像制品的公司发行罗伯逊电影的盒装DVD。2009年，罗伯逊入选新泽西州名人堂。

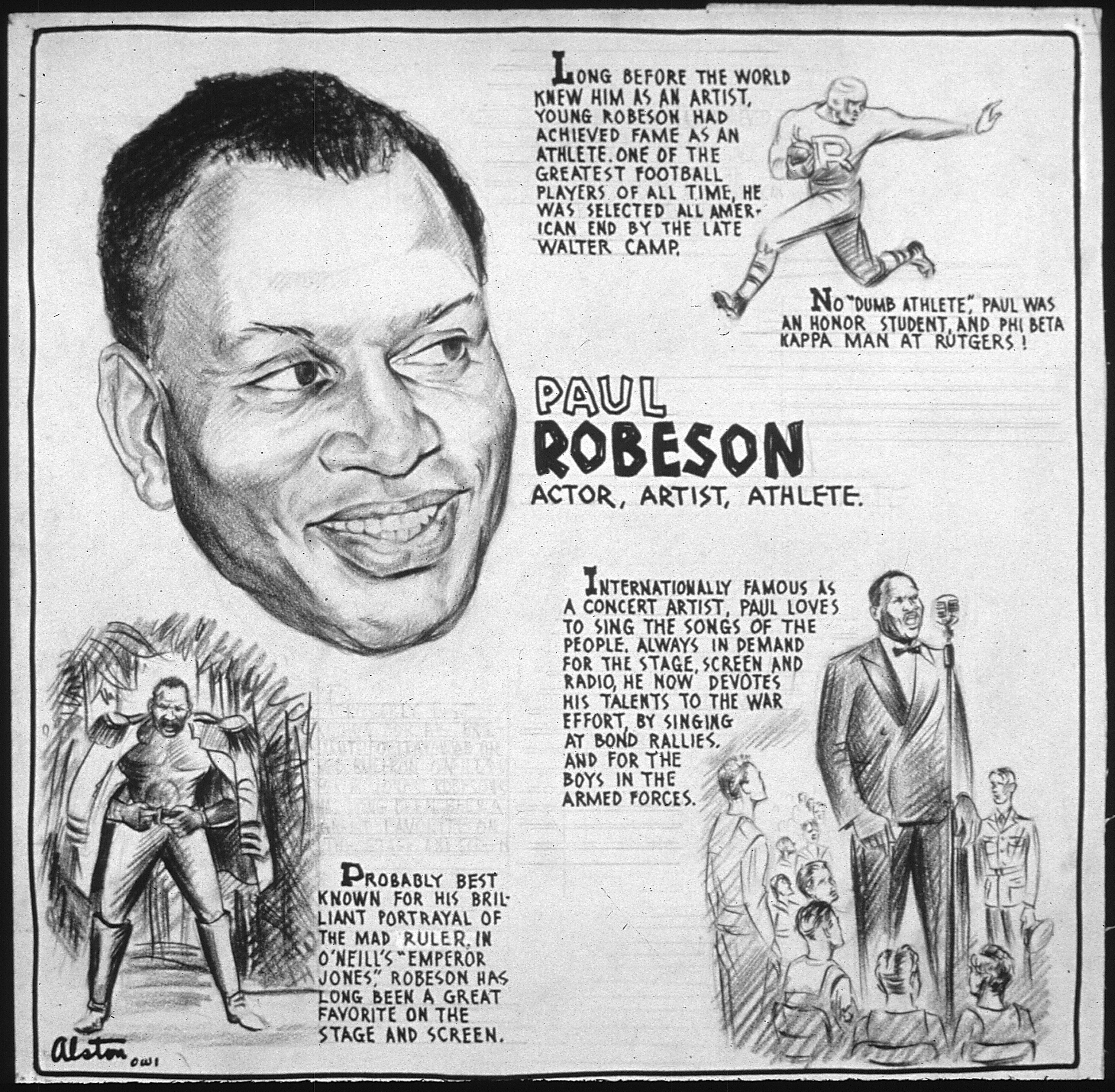
查尔斯·亨利·奥尔斯顿绘制的保罗·罗伯逊插画

罗格斯大学卡姆登分校的主校区图书馆以罗伯逊的名字命名，罗格斯大学纽瓦克分校的校园中心亦是如此。保罗·罗伯逊文化中心位于罗格斯大学新不伦瑞克分校的校园内。
1972年，宾夕法尼亚州立大学在大学公园校区建立了一个正式的文化中心，学生和教职员工选择以罗伯逊的名字命名。新泽西州普林斯顿的一条街道也以他的名字命名。此外，新泽西州萨默维尔的达文波特街街区被称为保罗·罗伯逊大道，圣托马斯非洲卫理公会锡安教堂至今仍坐落于此。在西费城有以他的名字命名的保罗·罗伯逊高中。为庆祝罗伯逊从罗格斯大学毕业100周年，罗格斯大学于2019年4月12日以他的名字命名露天广场。该广场位于新不伦瑞克省罗格斯大学学院大道校区的沃希斯草坪旁，广场上有八块黑色花岗岩板，上面详细刻画了罗伯逊的生平。
2019年3月6日，新泽西州新不伦瑞克市议会批准将商业大道（Commercial Avenue）更名为保罗·罗伯逊大道（Paul Robeson Boulevard）。
一种来自苏联的深红色原種蕃茄以保罗·罗伯逊的名字命名。

### 流行文化
1949年，中国部分出版社出版以罗伯逊为主题的儿童漫画，将罗伯逊描绘成一位艺术和革命英雄。在当代中国，罗伯逊继续因其艺术和作为中国人民的老朋友而受到称赞，包括他在《义勇军进行曲》全球化中所发挥的作用:292。
1954年，库尔德诗人阿卜杜拉·戈兰创作了诗歌《呼唤保罗·罗伯逊》。同年，另一位库尔德诗人塞格克斯温也创作了一首关于罗伯逊的诗《保罗·罗伯逊同志》，并于1976年由歌手希万·珀尔沃谱曲。1970年，美国诗人格温多林·布鲁克斯发表一首名为《保罗·罗伯逊》的诗。
Black 47乐队1989年发表的专辑《勇敢者之家》收录《保罗·罗伯逊（生来自由）》一曲，歌曲中引用了罗伯逊的台词。
1978年1月，詹姆斯·厄尔·琼斯在百老汇表演了由菲利普·海斯·迪恩编剧的独角戏《保罗·罗伯逊》。这部独角戏于1979年被改编成电视电影，由琼斯主演，劳埃德·理查兹执导。
在2007年爱丁堡国际艺穗节上，英国裔尼日利亚演员塔约·阿鲁科首演了他的单人秀《呼叫罗伯逊先生：歌声人生》，主演阿鲁科本人也是一位男中音独唱演员。该秀此后在多个国家巡回演出。
虚构的保罗·罗伯逊出现在《少年印第安纳琼斯大冒险》的“变革之风”一集中，作为印第安纳琼斯的朋友。
世界地狱友谊协会在其2006年的专辑《红眼灵魂》中收录了一首关于保罗·罗伯逊生平的半传记歌曲。
汤姆·罗伯·史密斯的小说《特工6号》中有杰西·奥斯汀这一角色，书中提到“他是黑人歌手、政治活动家和共产主义同情者，以现实生活中的演员/活动家保罗·罗伯逊为原型”"。罗伯逊角色也出现在在线文学杂志《枫树文学增刊》和《每日小说》上发表的短篇小说中。
电影导演史蒂夫·麦奎因的视频作品《片尾曲》（2012年至今）在惠特尼美国艺术博物馆、泰特现代美术馆、芝加哥艺术学院和迈阿密佩雷斯艺术博物馆展出，复制了罗伯逊解密的FBI文件，尽管其中仍有大量删减。
2019年9月7日，十字路口剧团在新不伦瑞克表演艺术中心的首场演出中演出了菲利普·海斯·迪恩的戏剧《保罗·罗伯逊》。
罗伯逊在印度知识分子和艺术家中广受欢迎。印度创作歌手布彭·哈扎里卡博士于1949年与罗伯逊相识，与他成为朋友并参与民权活动。哈扎里卡的标志性阿萨姆语歌曲《Bistirno Parore》（意为“宽阔的海岸”）以罗伯逊的《老人河》为蓝本，后来被翻译成孟加拉语、印地语、尼泊尔语和梵语。创作歌手赫曼加·比斯瓦斯演唱了孟加拉语民谣《Negro bhai amar Paul Robeson》（意为“我们的黑人兄弟保罗·罗伯逊”）。1958年罗伯逊60岁生日时，印度举国上下举行庆祝活动，时任总理贾瓦哈拉尔·尼赫鲁说：“这个场合值得庆祝……因为保罗·罗伯逊是我们这一代最伟大的艺术家之一。”
拉萨娜·卡滕贝和欧内斯特·道金斯创作的爵士诗歌歌剧《保罗·罗伯逊：人民的人》于2024年5月31日在印第安纳州印第安纳波利斯的卡巴莱歌厅首演，并于2024年6月7日在芝加哥首演。

## 作品

### 电影
- 《肉与灵（英语：Body and Soul (1925 film)）》（1925年）
- 《卡米尔（英语：Camille (1926 short film)）》（1926年）
- 《边缘（英语：Borderline (1930 film)）》（1930年）
- 《琼斯皇帝（英语：The Emperor Jones (1933 film)）》（1933年）
- 《河畔的桑德斯（英语：Sanders of the River）》（1935年）
- 《演艺船（英语：Show Boat (1936 film)）》（1936年）
- 《自由之歌（英语：Song of Freedom）》（1936年）
- 《大个子（英语：Big Fella）》（1937年）
- 《我的歌声远扬（英语：My Song Goes Forth）》（1937年）
- 《所罗门王的宝藏（英语：King Solomon's Mines (1937 film)）》（1937年）
- 《耶利哥/黑沙（英语：Jericho (1937 film)）》（1937年）
- 《骄傲的山谷（英语：The Proud Valley）》（1940年）
- 《故土》（1942年）
- 《曼哈顿故事（英语：Tales of Manhattan）》（1942年）
- 《河流之歌（英语：The Song of the Rivers）》（1954年）[389]
- 《保罗·罗伯逊：“我是黑人，我是美国人”》（1989年）

### 音乐作品
保罗·罗伯逊的音乐作品颇多，有资料显示他先后录制过约66张专辑和195首单曲。

### 主要引用文献
- Robeson, Paul Leroy. . The Daily Targum 50 (1918–19). 1919-06-10: 570–571  [2011-11-10]. （原始内容存档于2012-03-14）.
- Robeson, Paul. Sheldon, Philip; Foner, Henry , 编. . Citadel Press. 1978a. ISBN 978-0806508153.
- Wilson, Sondra K. (编). . New York: Modern Library. 2000. ISBN 978-0375755392.

### 传记
- Boyle, Sheila Tully; Bunie, Andrew. . University of Massachusetts Press. 2005. ISBN 978-1558495050.
- Brown, Lloyd L. . Basic Books. 1997. ISBN 978-0813331782.
- Duberman, Martin B. . Bodley Head. 1989. ISBN 978-0370305752.
- Gilliam, Dorothy Butler. . New Republic Book Company. 1978.
- Goodman, Jordan. . Verso Books. 2013.
- Robeson, Paul Jr. . John Wiley & Sons. 2001. ISBN 978-0471151050.
  - Robeson, Paul Jr. . John Wiley & Sons. 2009. ISBN 978-0470569689.
- Seton, Marie. . D. Dobson. 1958.
- Swindall, Lindsey R. . University Press of Mississippi. 2010  [2015-09-26]. ISBN 978-1604738254. （原始内容存档于2015-09-07）. 保罗·罗伯逊載於Google圖書
- Swindall, Lindsey R. . Rowman & Littlefield. 2015. ISBN 978-1442207943 –Internet Archive. 保罗·罗伯逊載於Google圖書

### 次要引用文献
- Beevor, Antony. . Penguin Books. 2006. ISBN 978-0143037651.
- Bell, Charlotte Turner. . Dorrance Publishing Company, Inc. 1986-01-01. ISBN 978-0805930269.
- Cameron, Kenneth M. . Text and Performance Quarterly. 1990-10-01, 10 (4): 282–293. doi:10.1080/10462939009365979.
- Carroll, John M. . University of Illinois Press. 1998. ISBN 978-0252067990.
- Curthoys, Ann.  (PDF). Peters-Little, Frances; Curthoys, Ann; Docker, John  (编). . Canberra, Australia: Australian National University Press. 2010: 163–184. ISBN 978-1921666650. 保罗·罗伯逊，第163頁，載於Google圖書
- Dorinson, Joseph; Pencak, William (编). . McFarland. 2004. ISBN 978-0786421633.
  - Dorinson, Joseph. "Something to Cheer About: Paul Robeson, Athlete". In Dorinson & Pencak (2004).
- Eby, Cecil D. . Penn State Press. 2007. ISBN 978-0271029108.
- Farmer, James. . Texas Christian University Press. 1985. ISBN 978-0875651880.
- Finkelman, Paul. . Wintz, Cary D.  (编). . Sourcebooks. 2007. ISBN 978-1402204364.
- Foner, Henry. . Paul Robeson Foundation. 2001.
- Glazer, Peter. . Carroll, Peter N.; Fernández, James D.  (编). . Museum of the City of New York. 2007. ISBN 978-0-8147-1681-6.
- Goldstein, Robert Justin. . University Press of Kansas. 2008. ISBN 978-0700616046.
- Hopkins, James K. . Stanford University Press. 1998. ISBN 978-0804731270.
- Landis, Arthur H. . Citadel Press. 1967.
- Lennox, Sara. . Kelly, Elaine; Wlodarski, Amy  (编). . Editions Rodopi. 2011: 111–130. ISBN 978-90-420-3341-2.
- Levy, Alan H. . McFarland and Co., Inc. 2003. ISBN 0-7864-1597-5.
- Lewis, David L. . Henry Holt and Company. 2000. ISBN 978-0805025347.
- Low, Rachael. . Allen & Unwin. 1985. ISBN 978-0047910425.
- Lustiger, Arno. . Enigma. 2003. ISBN 978-1929631100.
- Marable, Manning. . Paradigm Publishers. 2005. ISBN 978-1594510199.
- McConnell, Lauren. . Theatre History Studies. 2010, 30 (1): 138–153. S2CID 191612284. doi:10.1353/ths.2010.0003.
- Morrison, Michael A. . New Theatre Quarterly. 2011-05, 27 (2): 114–140. S2CID 190731391. doi:10.1017/S0266464X11000261.
- Nollen, Scott Allen. . McFarland. 2010. ISBN 978-0786457472.
- Peterson, Bernard L. . Greenwood Publishing Group. 1997. ISBN 978-0313295379.
- Pitt, Larry. . 1972. ISBN 978-0813507477.
- Price, Clement Alexander. . Criterion Collection. 2007. ISBN 978-1934121191.
- Richards, Jeffrey. . I.B. Tauris. 2001. ISBN 978-1860646287.
- Richards, Larry. . McFarland. 2005: 4–. ISBN 978-0786422746.
- Robeson, Paul Jr. . Freedomways  (编). . New York: Dodd, Mead & Company. 1978b: 3–16. ISBN 978-0396075455.
- Robeson, Susan. . Citadel Press. 1981. ISBN 978-0806507545.
- Robinson, Eugene. . Freedomways  (编). . New York: Dodd, Mead & Co. 1978. ISBN 978-0396075455.
- Sampson, Henry T. . Scarecrow Press. 2005. ISBN 978-0810840874.
- Harris, Francis C. . Stewart, Jeffrey C.  (编). . Rutgers University Press. 1998. ISBN 978-0813525105.
- Von Eschen, Penny M. . Cornell University Press. 2014. ISBN 978-0801471704.
- Wade-Lewis, Margaret. . University of South Carolina Press. 2007. ISBN 978-1570036286.
- Walsh, Christy. . Murray & Gee. 1949. ASIN B000SO41NA.
- Weisenfeld, Judith. . Harvard University Press. 1997. ISBN 978-0674007789.
- Wintz, Cary D. (编). . Sourcebooks. 2007. ISBN 978-1402204364.
- Wright, Charles H. . Balamp Publishing Co. 1975. ISBN 978-0913642061.
- Wyden, Peter. . Simon and Schuster. 1983. ISBN 978-0671253301.

## 进一步阅读
- Balaji, Murali. . Nation Books. 2007. ISBN 978-1568583556.
- Bogle, Donald.  5th. Bloomsbury Academic. 2016. ISBN 978-0826429537.
- Callow, Simon, "The Emperor Robeson" (review of Gerald Horne, Paul Robeson: The Artist as Revolutionary, Pluto, 250 pp.; and Jeff Sparrow, No Way But This: In Search of Paul Robeson, Scribe, 292 pp.), The New York Review of Books, vol. LXV, no. 2 (February 8, 2018), pp. 8, 10–11.
- Ehrlich, Scott. . Holloway House Publishing. 1989. ISBN 978-0870675522.
- Hoyt, Edwin Palmer. . World Publishing Company. 1967.
- Fordin, Hugh.  1st. New York: Random House. 1977. ISBN 0-394-49441-5 –Internet Archive.
- Naison, Mark. "Paul Robeson and the American Labor Movement". In CITEREFStewart1998.
- Pellowski, Michael. . Rutgers University Press. 2008. ISBN 978-0813542836.
- Ramdin, Ron. . Peter Owen. 1987.
- Robeson, Eslanda Goode. . Read Books Ltd. 2013. ISBN 978-1447494010.
- Robeson, Paul Jr. . Paul Robeson Archives. 1976. OCLC 2507933.
- Robeson, Paul; Brown, Lloyd L. . Beacon Press. 1988. ISBN 978-0807064450. 保罗·罗伯逊載於Google圖書
- Robinson, Jackie; Duckett, Alfred. . HarperCollins. 2013. ISBN 978-0062287298.
- Rogovin, Vadim Zakharovich. . Mehring Books. 1998. ISBN 978-0929087771.
- Seton, Mary. . Freedomways  (编). . New York: Dodd, Mead & Company. 1978. ISBN 978-0396075455.
- Snyder, Timothy. . Basic Books. 2013. ISBN 978-0465032976.
- Stuckey, Sterling. . Oxford University Press. 1994. ISBN 978-0195086041.
- Weaver, Harold D. Jr. . Jacobin. 2021-06-19  [2024-10-04].

### 相关影视作品
- 《我们森林里最高的树》（The Tallest Tree in Our Forest，1977年）
- 《保罗·罗伯逊：向艺术家致敬》（Paul Robeson: Tribute to an Artist，1979年）互联网电影数据库（IMDb）上《保罗·罗伯逊》的资料（英文）
- 《保罗·罗伯逊——詹姆斯·厄尔·琼斯个人秀》（Paul Robeson – James Earl Jones One Man Show，1979年电视电影）互联网电影数据库（IMDb）上《保罗·罗伯逊》的资料（英文）
- 《保罗·罗伯逊：我是黑人，我是美国人》（Paul Robeson: I'm a Negro, I'm an American，1989年）. DEFA Film library. University of Massachusetts.   [2021-10-26].
- 《保罗·罗伯逊：谈谈我本来的样子》（Paul Robeson: Speak of Me as I Am，1998年）
- 《他的名字叫罗伯逊》（His name was Robeson，1998年）互联网电影数据库（IMDb）上《保罗·罗伯逊》的资料（英文）
- 《保罗·罗伯逊：我的立场》（Paul Robeson: Here I Stand，1999年）互联网电影数据库（IMDb）上《保罗·罗伯逊》的资料（英文）
- 《保罗·罗伯逊：艺术家肖像》（Paul Robeson: Here I Stand，2007年）ISBN 1934121193